# Oslo
|  | Aquest article és sobre la capital de Noruega. Vegeu-ne altres significats a Oslo (desambiguació). |

Oslo ( ? i  escolteu-ne la pronunciació en noruec), antigament anomenada Christiania i Kristiania, i històricament coneguda en català com a Cristiania, és un municipi i ciutat de Noruega, capital i la ciutat més poblada del país. Tanmateix la ciutat forma un comtat (flyke) independent homònim, que amb 658.390 habitants el 2016 (12% de la població total del país), és el més gran de Noruega. La ciutat forma la tercera àrea metropolitana més gran d'Escandinàvia, només superada per Copenhaguen i Estocolm, que s'estén a la regió d'Østlandet.
Situada al sud-oest del país, es troba a l'extrem oest del fiord d'Oslo, que s'endinsa un centenar de quilòmetres a través dels millors districtes agrícoles i forestals del sud-oest de Noruega, on forma una via marítima de gran trànsit. És el centre econòmic, administratiu i cultural de Noruega. Oslo és una de les ciutats pilot del Consell d'Europa i del programa de les ciutats interculturals de la Comissió Europea. L'alcaldessa de la ciutat és la socialista d'esquerra Marianne Borgen.
Oslo fou fundada l'any 1040 pel rei Harald III, establerta el 1048 com a principal centre de comerç del país. Més tard la ciutat fou elevada a bisbat el 1070 i finalment a capital del país durant el regnat d'Haakon V, al voltant de 1300. Després de ser destruïda per un incendi el 1624, la ciutat fou reconstruïda a l'altre costat de la badia, prop de la fortalesa d'Akershus, pel rei Cristià IV, que li donà el nom de Kristiania. Es va establir com a municipi l'1 de gener de 1838. Arran d'una reforma de l'ortografia, es va conèixer del 1877 al 1925 com a Cristiania, any en el qual es va restaurar el seu nom noruec original d'Oslo.

## Etimologia
El significat del nom d'Oslo ha estat objecte de nombrosos debats. Deriva del nòrdic antic i va ser amb tota probabilitat el nom d'una vasta granja al lloc dels primers assentaments a Bjørvika.
Durant l'edat mitjana el nom al principi es va lletrejar Ásló, per a més tard derivar a Ósló. L'ortografia més primerenca suggereix que el primer component ás es refereix al turó d'Ekeberg, al sud-est de la ciutat (ås en el noruec modern) o l'homònim nòrdic que vol dir 'el déu' o 'la divinitat'. Les interpretacions més probables, per tant, serien 'El prat sota el turó' o 'El prat dels déus': ambdues són igualment possibles.
Un incendi el 1624 va destruir gran part de la ciutat medieval -la part ara coneguda com a Gamlebyen- i la nova ciutat va ser situada prop de la fortalesa d'Akershus. El rei Cristià IV de Dinamarca i Noruega reanomenà la nova ciutat com a Christiania -o Cristiania, en català-. Des de finals del segle xix el nom de la ciutat va aparèixer escrit també com a Kristiania. No se'n va aprovar oficialment cap, malgrat que ambdues eren vàlides i s'acceptaven els seus usos. El nom original d'Oslo va ser recuperat en una llei de l'11 de juliol de 1924, i fou efectiva a partir de l'1 de gener de 1925.
La ciutat va ser un cop referida com a Tigerstaden ('La ciutat dels tigres') per l'escriptor Bjørnstjerne Bjørnson cap al 1870, a causa de la seva percepció de la ciutat com un lloc fred i perillós. Durant anys aquest nom va obtenir un estatus gairebé oficial, i s'arribà a celebrar-se el milè aniversari de la ciutat amb una fila d'escultures de tigres al voltant de l'ajuntament. L'existència de persones sense llar i altres captaires va portar a reformular el sobrenom, Tiggerstaden, 'la ciutat dels captaires'. Això ho va plasmar l'escriptor Knut Hamsun de manera molt dura en la seva novel·la Sult (Fam, en català) el 1890, portada al cinema el 1966 per Henning Carlsen.

## Història

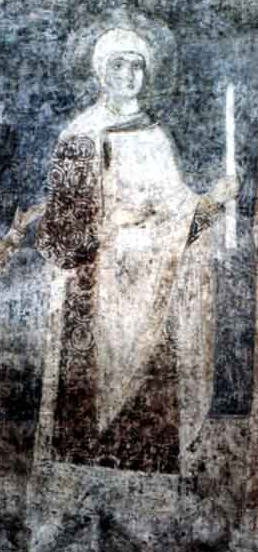
El rei Harald III, el fundador de la ciutat l'any 1048

D'acord amb les sagues escandinaves, Oslo va ser fundada pels voltants de l'any 1048 pel rei Harald III, encara que recerques arqueològiques recents han trobat tombes cristianes anteriors a l'any 1000, cosa que prova que una comunitat ja s'havia implantat anteriorment sobre l'indret. Això va justificar la celebració del mil·lenari d'Oslo des de l'any 2000.
Va ser considerada la capital després del regnat d'Håkon V (1299-1319), el primer rei a establir-se permanentment a la ciutat, i qui va iniciar la construcció de la fortalesa d'Akershus. El 1387, el regne de Noruega va passar a estar sota domini danès, i Oslo va esdevenir un petit centre administratiu provincial, mentre que el rei en títol residia a Copenhaguen. Per mostrar fins a quin punt això va provocar que la ciutat s'esborrés de la història, la Universitat d'Oslo no es va inaugurar fins al 1813.
Oslo va ser destruïda per un incendi el 1624, i va ser reconstruïda a l'altre costat de la badia, prop de la fortalesa d'Akershus, pel rei Cristià IV, que li donà el nom de Christiania.
El 1814, amb la dissolució de la unió entre els regnes de Noruega i Dinamarca, Kristiania va tornar a ser una veritable capital. Es va convertir en el centre de comerç i cultura de Noruega, i molts edificis simbòlics es van anar construint durant el segle, com el palau Reial (1848), el Parlament o Stortinget (1866), la universitat, el Teatre Nacional i la Borsa. Freqüentada per artistes de renom internacional com Henrik Ibsen, Edvard Munch, Knut Hamsun i Sigrid Undset (Premi Nobel de literatura), Christiania va conèixer igualment una edat d'or cultural.
La ciutat va recuperar el seu antic nom, Oslo, el 1925.
Oslo va acollir els sisens Jocs Olímpics d'Hivern de 1952, i consagrà així el seu estatut de gran ciutat del món occidental. El maig de 1995 hi van ser signats els Acords d'Oslo entre israelians i palestins, sota l'ègida dels Estats Units d'Amèrica.

### Anys 1000-1600
Sota el regnat del rei Olaf III, Oslo va esdevenir el principal centre cultural d'Østlandet. Sant Hallvard es va convertir en sant patró de la ciutat i es representa en el segell de la ciutat.
El 1174, es va construir l'abadia d'Hovedøya. Les esglésies i abadies es van convertir en grans propietaris de grans extensions de terra, la qual cosa va resultar important per al desenvolupament econòmic de la ciutat, sobretot abans de la pesta negra.

El 25 de juliol de 1197 el rei Sverre i els seus soldats van atacar l'abadia d'Hovedøya, a Oslo.

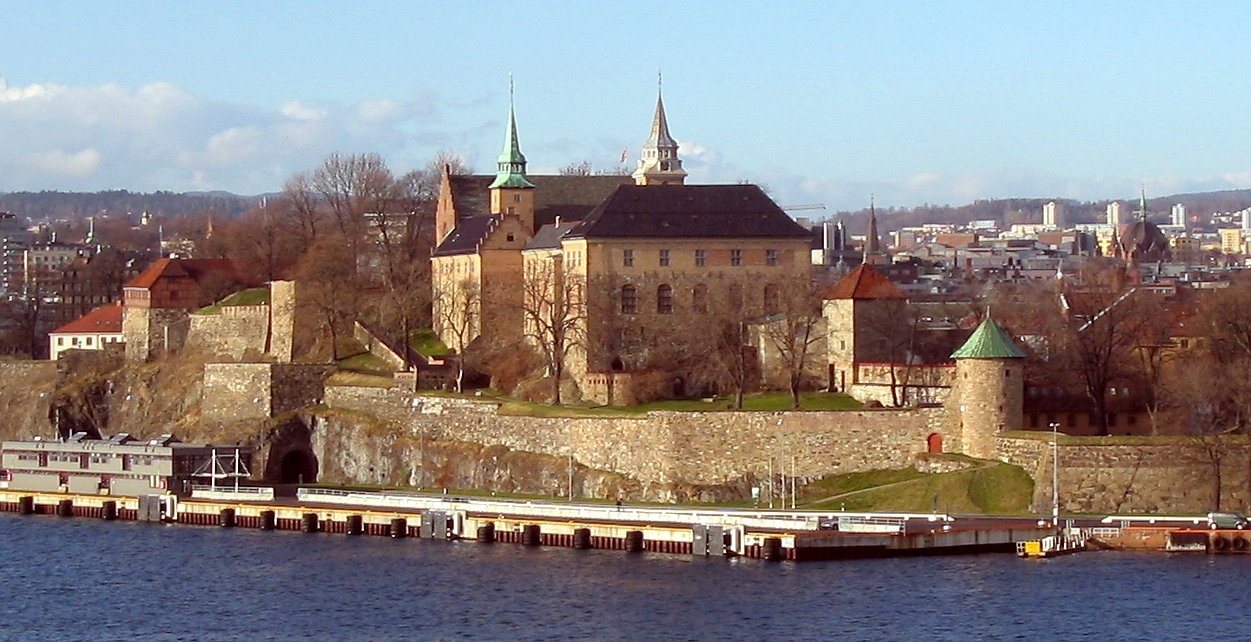
La fortalesa d'Akershus

Durant l'edat mitjana, Oslo va tenir grans moments de prosperitat, sobretot durant el regnat del rei Haakon V. Aquests van començar amb la construcció de la fortalesa d'Akershus i va ser a partir d'aleshores quan Haakon V va residir permanentment a la ciutat, va ser el primer rei a fer-ho. Aquest fet va ajudar Oslo a ser la capital de Noruega.
Al final del segle XII els comerciants de la lliga hanseàtica de Rostock es van traslladar a la ciutat i van tenir una influència important a la ciutat. La pesta negra va arribar a Noruega el 1349 i, igual que en altres ciutats d'Europa, la ciutat va patir molt aquesta malaltia. Els guanys de les esglésies i les seves terres es van reduir tant que els comerciants de la Hansa van dominar el comerç exterior de la ciutat al segle xv.

### Segle XVII
Amb els anys, el foc va destruir les parts principals de la ciutat moltes vegades, ja que molts dels edificis de la ciutat eren totalment de fusta. Després que l'últim incendi del 1624, que va durar tres dies, el rei Cristià IV va decidir que la vella ciutat no havia de ser reconstruïda de nou. Els seus soldats van construir una xarxa de carreteres a Ankershagen prop de la fortalesa d'Akershus. Va exigir que tots els ciutadans havien de moure les seves botigues i llocs de treball a la nova ciutat de Christiania.
La transformació de la ciutat pujava lentament durant els primers cent anys. Fora de la ciutat, a prop de Vaterland i Grønland, a prop del nucli antic, una nova banda no administrada de la ciutat va créixer amb ciutadans de classe baixa.

### Segle XVIII
Al segle xviii, després de la Gran Guerra del Nord, l'economia de la ciutat va florir amb la construcció naval i el comerç. La forta economia va transformar Christiania en un port comercial.

### Seglexix

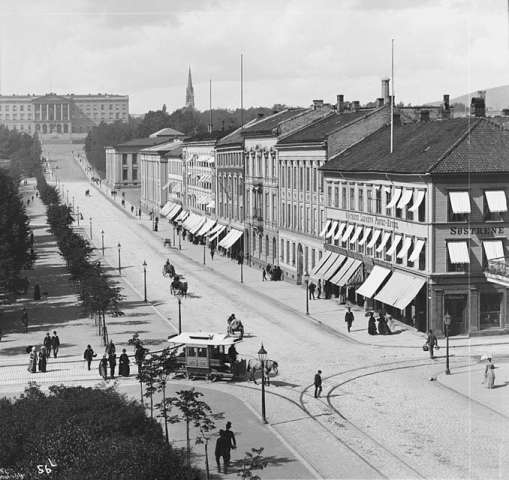
Avinguda de Karl Johans el 1890

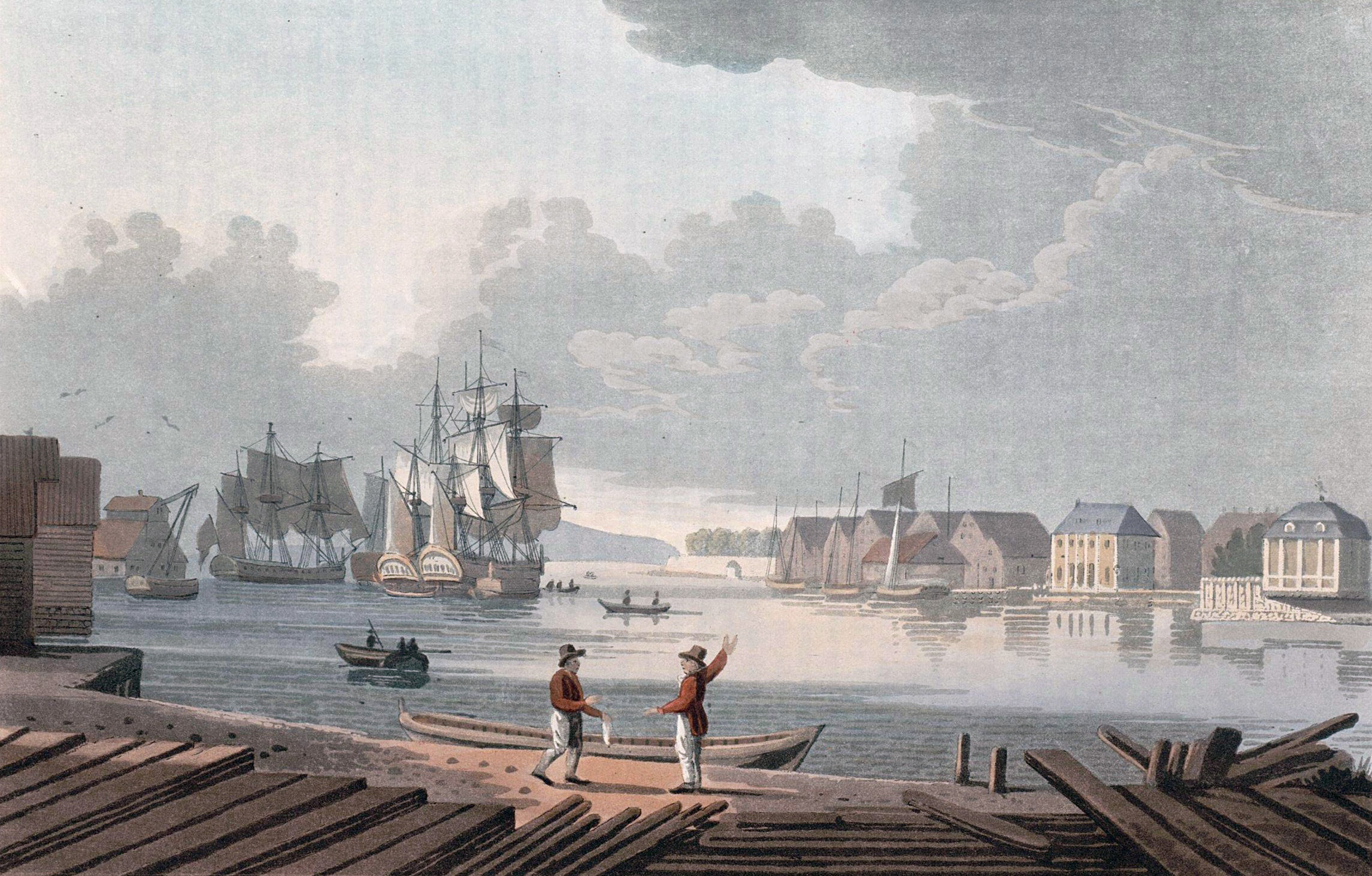
El port de Cristiania l'any 1800. Aiguatinta de John William Edy

Cristiania va recuperar la seva categoria de capital el 1814, quan va ser dissolta la unió entre Noruega i Dinamarca. El segle xix va ser un període de gran expansió per a la ciutat i es van construir diversos edificis públics, com el palau Reial, la Universitat, el Storting, el Teatre Nacional i molts més. Van sorgir nous barris per allotjar els immigrants arribats d'altres zones del país per treballar en les noves fàbriques que es van crear en la segona meitat del segle. Aquest creixement va ser responsable que Cristiania desplacés Bergen com la ciutat més poblada de Noruega al 1850.
L'1 de gener de 1859 es va integrar a la ciutat la zona de Bymarken (fins llavors una zona rural i boscosa) i una part del municipi d'Aker amb 9.551 habitants. L'1 de gener de 1878 es va incorporar a Cristiania una altra banda d'Aker, amb 18.970 habitants. El 1899 la ciutat va experimentar una crisi en el mercat immobiliari a causa de l'especulació, i no es va recuperar fins al 1911.

### Segle XX
El 1924 es va restablir el nom original de la ciutat, Oslo. El 1931 es va iniciar la construcció de l'Ajuntament d'Oslo, però les obres es van aturar per l'ocupació alemanya de Noruega durant la Segona Guerra Mundial. L'edifici va ser inaugurat finalment el 1950, i és el lloc on es lliura del Premi Nobel de la Pau cada 10 de desembre.
Oslo va ser objectiu clau en la invasió alemanya de Noruega a l'abril de 1940, ja que els nazis alemanys necessitaven ocupar aquest port per mantenir el subministrament a les seves tropes a Narvik, al nord. El 9 d'abril, el creuer alemany Blücher va ser enfonsat per les defenses costaneres d'Oslo, situades a uns 11 km de la ciutat. Els nazis alemanys van decidir aturar l'atac naval durant unes hores, i el govern noruec va poder escapar de la capital, i se'n dugué les reserves d'or. No obstant això, abans del migdia, paracaigudistes alemanys van prendre l'aeròdrom de la ciutat, que va oferir poca resistència, i van entrar a Oslo després d'una marxa encapçalada per una banda marcial. Després de la guerra, el 1948, la població d'Oslo va augmentar notablement (un 46%), quan se li va incorporar la totalitat del municipi d'Aker.

Des del 1990 la ciutat celebra la cerimònia del Premi Nobel de la Pau. Al llarg de l'última part del segle xx Oslo va passar de ser una petita ciutat escandinava a una de les més il·lustres ciutats del nord d'Europa, i és des d'aleshores la ciutat més important de Noruega tant a nivell cultural com econòmic i polític.

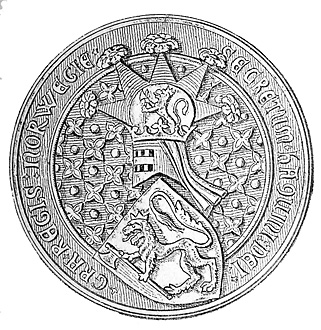
El segell d'Haakon V, el rei que va fer d'Oslo la capital de Noruega
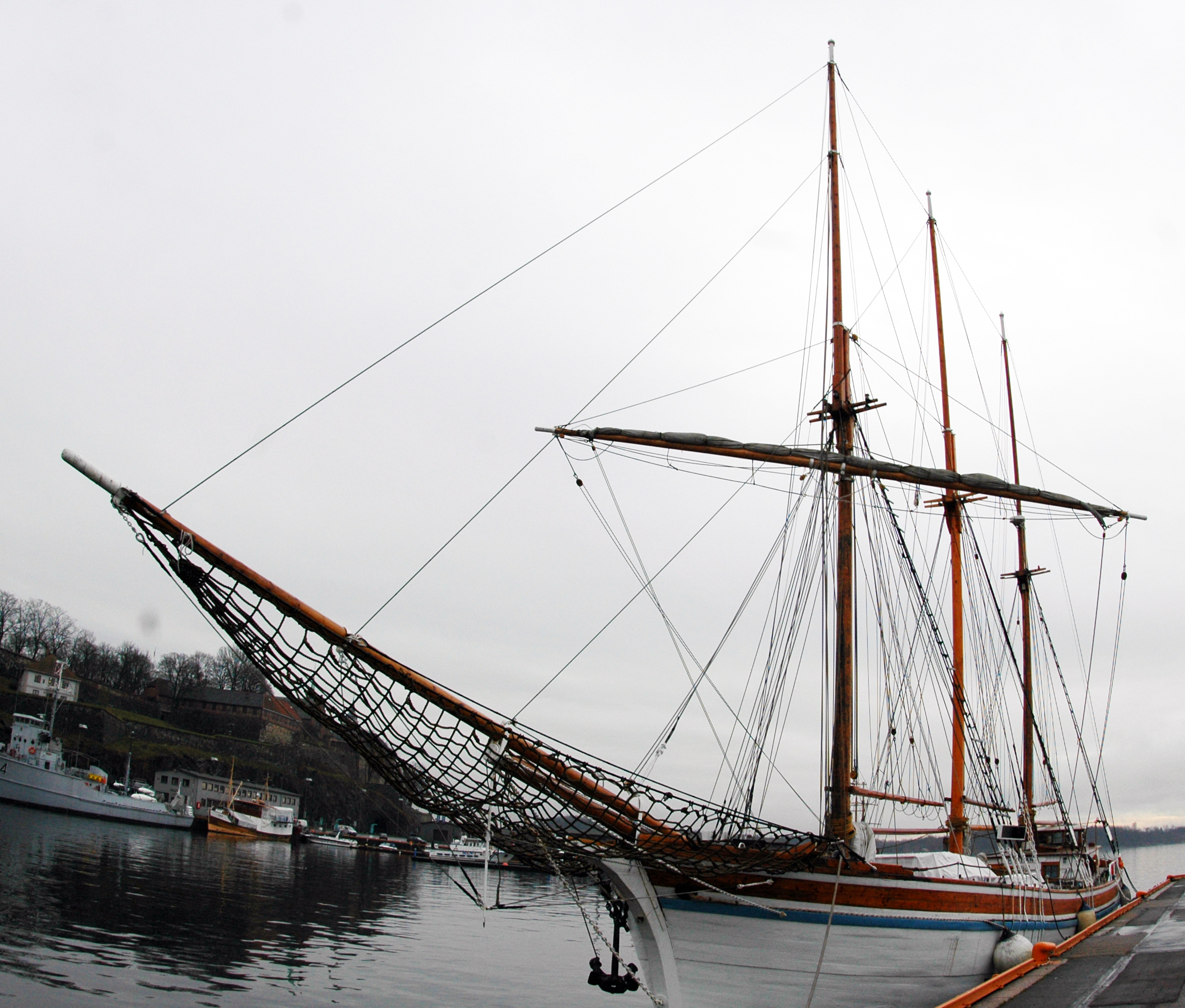
La caravel·la Christiania a Oslo
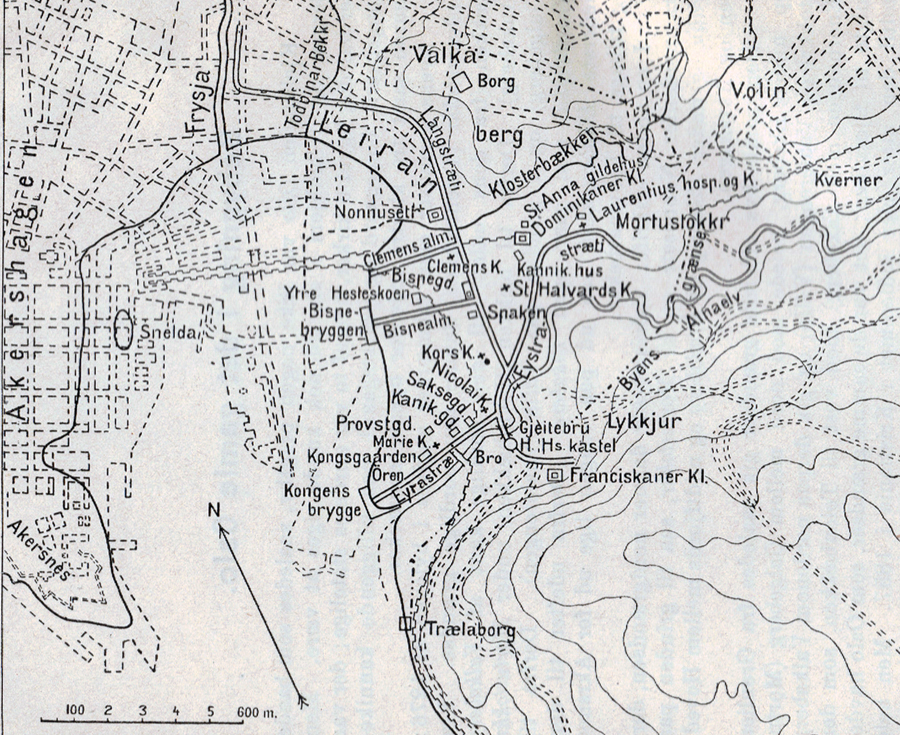
Oslo medieval
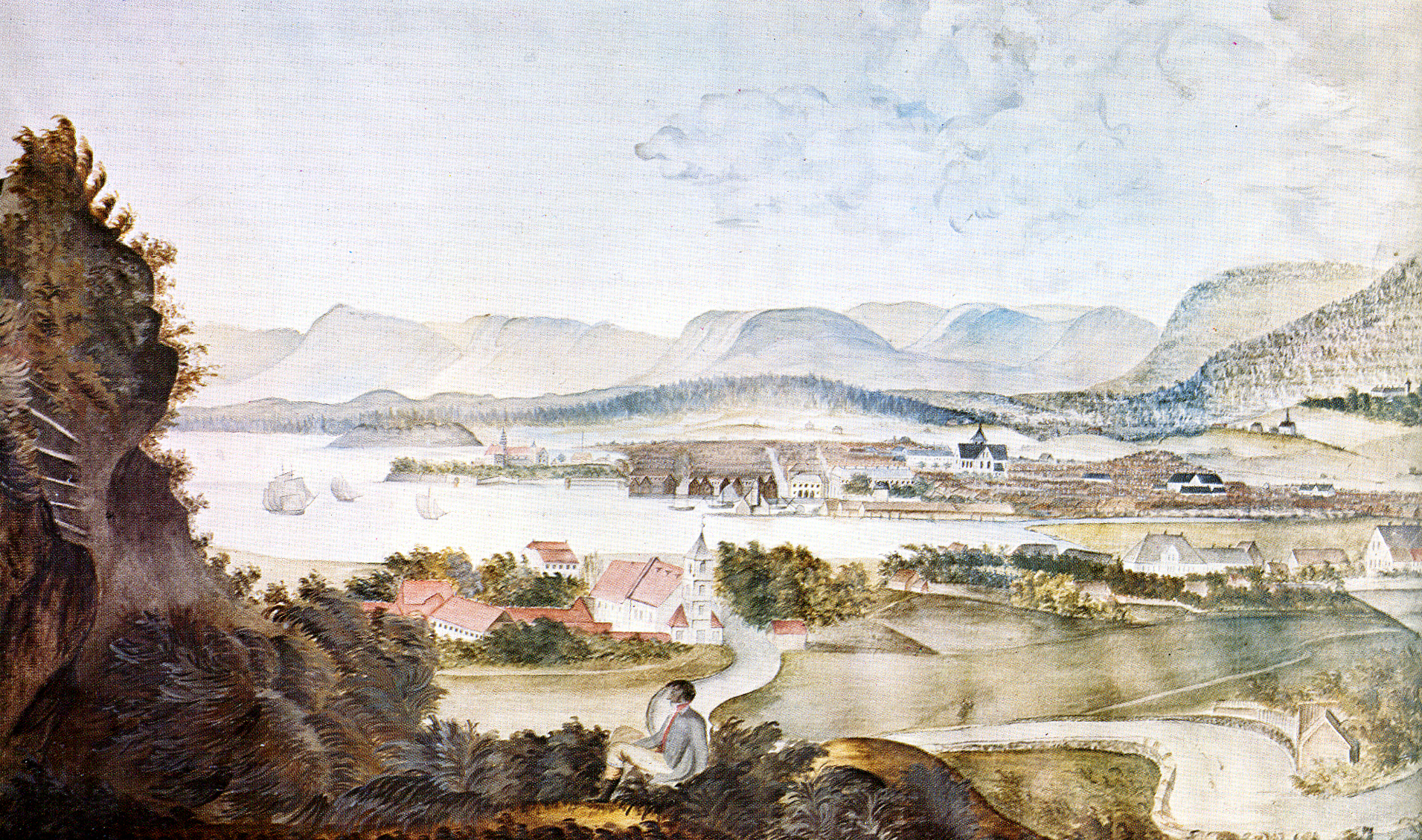
Cristiania el 1814
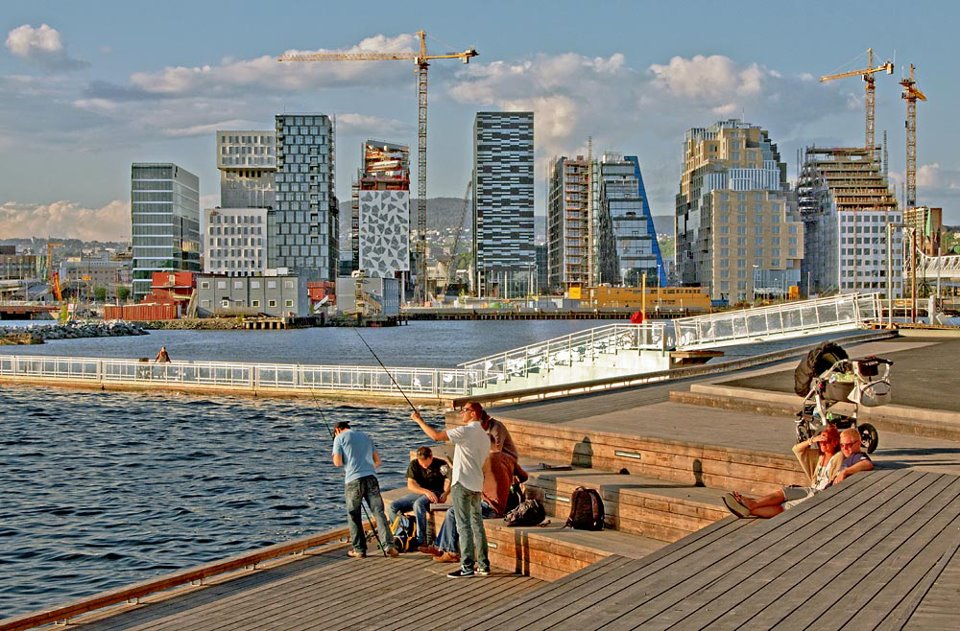
L'horitzó amb Oslo al fons, vist des d'un nou barri residencial al districte del port

### Segle XXI

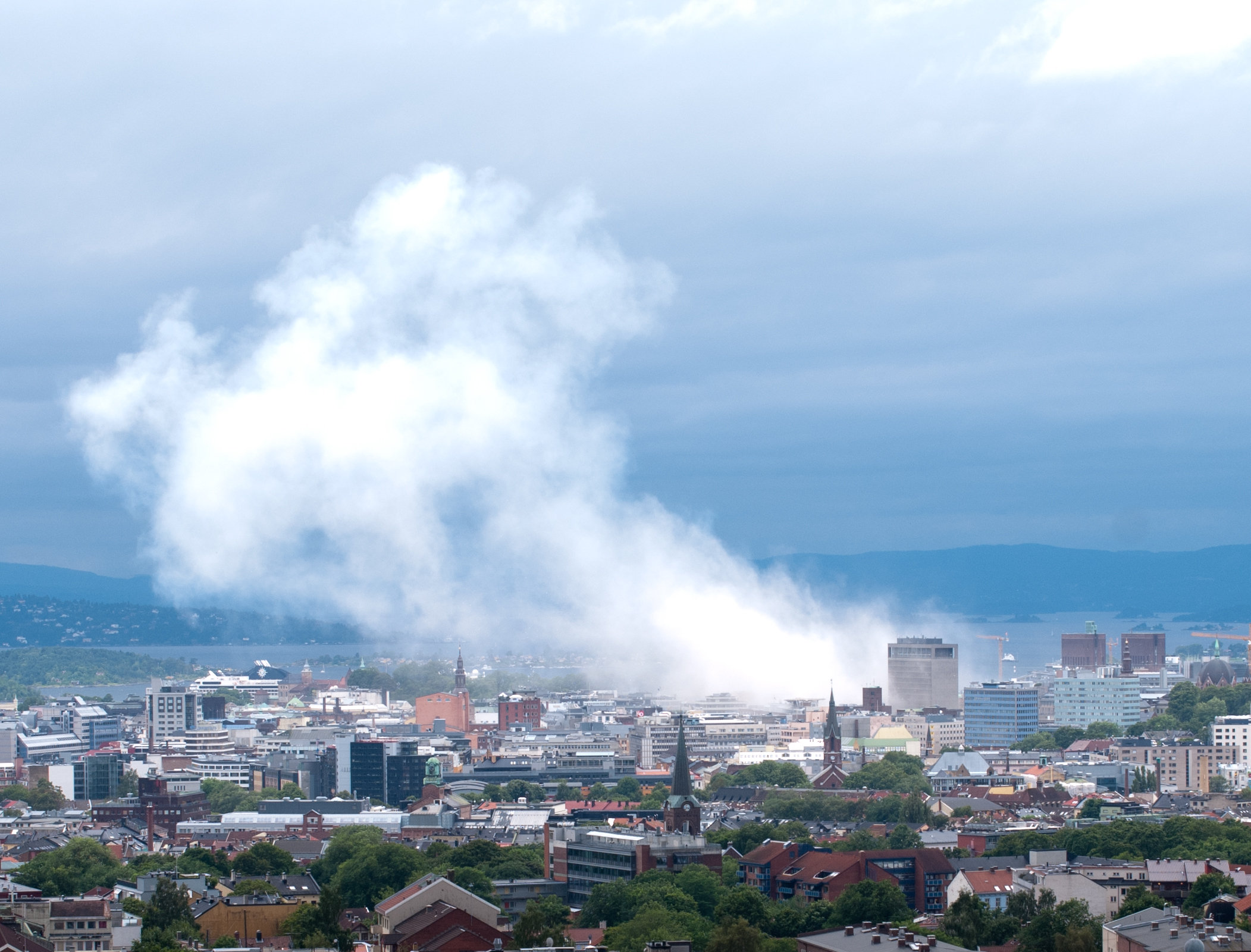
Oslo mitja hora després de la primera explosió

Els fets més importants al segle xxi van tenir lloc el 22 de juliol de 2011, a les 15.30 h, quan va haver-hi una gran explosió al costat de la delegació del govern noruec al centre d'Oslo. En aquesta explosió hi moriren vuit persones.
Aquell mateix dia, a les 17.00 h, es va produir un tiroteig en un campament de les joventuts del Partit Laborista (al govern), ocorregut a l'illot d'Utøya (llac Tyrifjorden, Buskerud). Les autoritats van recollir 76 morts en aquell atac. Els atacs van ser dirigits per Anders Behring Breivik, que va ser arrestat el mateix dia dels atemptats.

## Escut d'armes
Oslo és una de les poques ciutats de Noruega, a més de Bergen i Tonsberg, que no tenen un escut d'armes pròpiament dit, sinó que utilitzen un segell de la ciutat en el seu lloc. El segell d'Oslo mostra el patró de la ciutat, sant Hallvard, amb els seus atributs: la pedra de molí i les fletxes amb una dona nua als seus peus. Està assegut en un tron amb decoracions d'un lleó, que en el seu moment també va ser utilitzat comunament pels reis de Noruega.

## Geografia

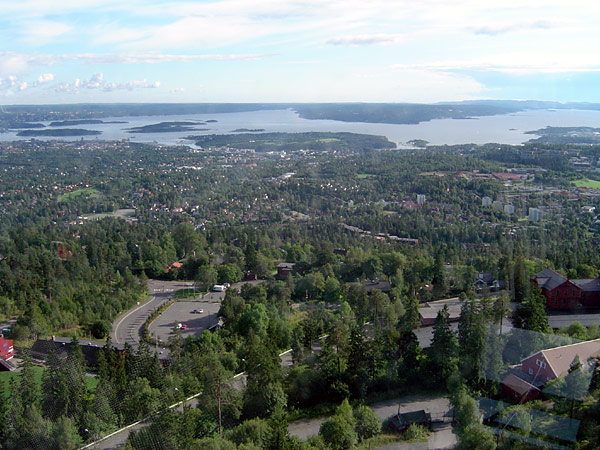
Vista d'Oslo des d'Holmenkollen

Oslo ocupa el territori que se situa al límit septentrional del fiord homònim. En totes les altres direccions, la ciutat està envoltada de pujols verdosos. Pels voltants s'hi compten una quarantena d'illes, i la més important és Malmøya (0,56 km²), així com no menys de 343 llacs. Aquests últims constitueixen una font important d'aigua potable per a tot l'oest de la ciutat.
El punt més elevat n'és el pujol Kirkeberget, de 629 metres. Encara que la superfície coberta per la ciutat sigui molt destacable respecte a les altres metròpolis europees, la població osloïta continua sent feble: el territori municipal comprèn nombrosos parcs i espais oberts, i li donen un aspecte airejat i verd.
Encara que la majoria dels boscos i llacs que envolten Oslo siguin privats, existeix un ampli consens popular per a la seva conservació, a risc de perjudicar el desenvolupament de la ciutat. Nombrosos barris d'Oslo sofreixen, per tant, de congestió, cosa que és compensada pel marc de vida únic ofert als ciutadans: l'accés quasi immediat a la natura salvatge.

### Clima

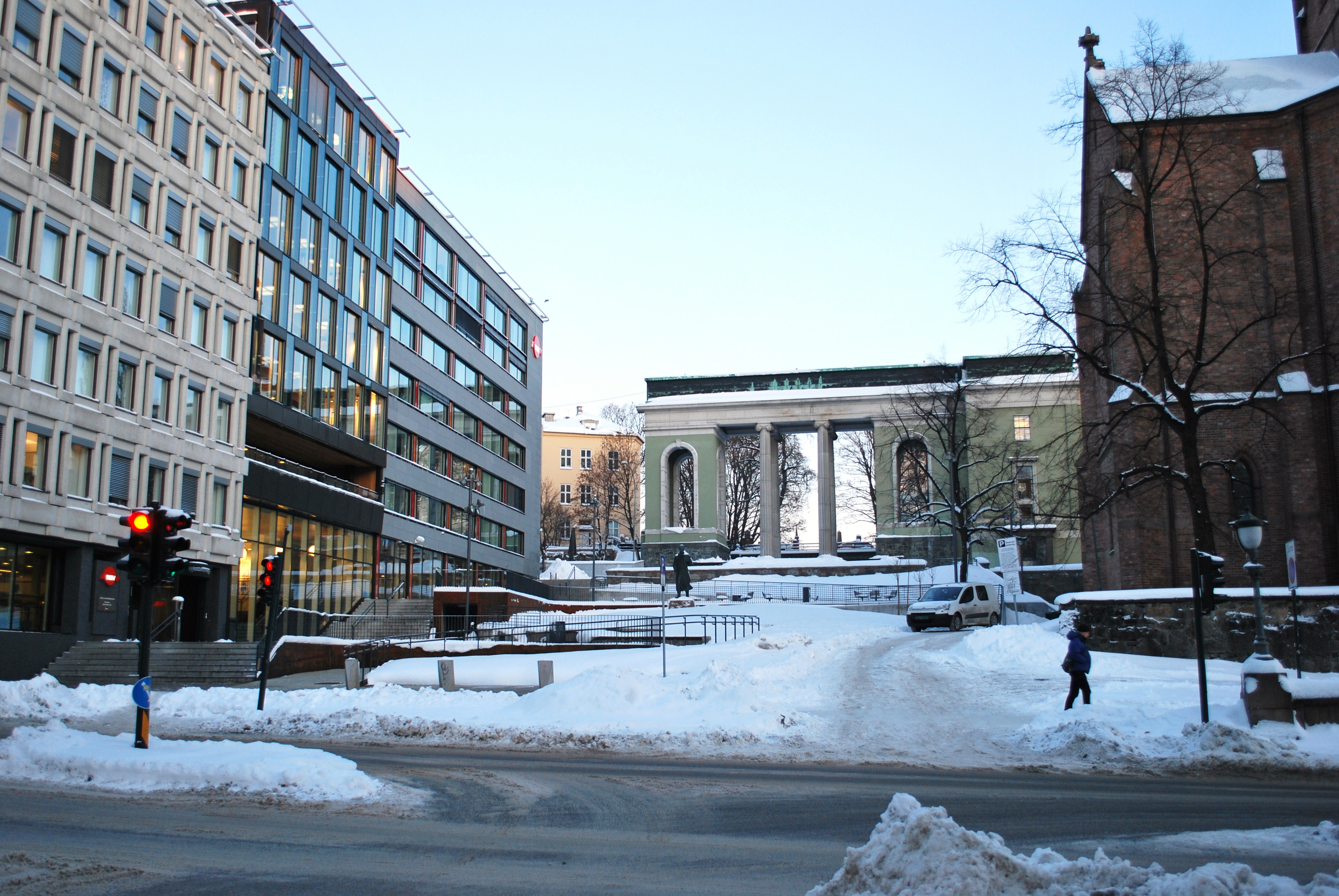
La neu és habitual als carrers d'Oslo durant tot l'hivern. Fotografia del carrer d'Aker, davant la Biblioteca Nacional

Segons la classificació climàtica de Köppen Oslo té un clima continental humit (Dfb). A causa de la latitud nord de la ciutat, la llum del dia varia en gran manera, de més de 18 hores a ple estiu, i al voltant de 6 hores a ple hivern.
Oslo gaudeix d'estius càlids amb dos de cada tres dies al juliol amb temperatures superiors a 20 °C i de mitjana un de cada quatre dies s'arriba a un màxim per sobre de 25 °C. La temperatura més alta registrada a la ciutat es va donar al campus de Blindern, quan es va enfilar fins als 34,2 °C el 2 d'agost de 1982. En canvi, els hiverns són freds, propis de la latitud en què es troba. Al gener, tres de cada quatre dies es troben per sota del 0 °C de mitjana, així com un de cada quatre dies la temperatura baixa per sota dels -10 °C. Les nevades ocorren principalment d'octubre a maig, i són més importants durant els mesos de gener i febrer. Cada any es forma gel al fiord d'Oslo, i fins i tot pot arribar a congelar-se per complet alguns anys a causa de la distància que el separa de les temperades aigües de l'oceà Atlàntic.

La ciutat rep al voltant de 1.650 hores de llum solar a l'any, i això la situa en la mitjana dels països del nord d'Europa.
| Dades climàtiques a Oslo-Blindern (1961-1990)             | Dades climàtiques a Oslo-Blindern (1961-1990) | Dades climàtiques a Oslo-Blindern (1961-1990) | Dades climàtiques a Oslo-Blindern (1961-1990) | Dades climàtiques a Oslo-Blindern (1961-1990) | Dades climàtiques a Oslo-Blindern (1961-1990) | Dades climàtiques a Oslo-Blindern (1961-1990) | Dades climàtiques a Oslo-Blindern (1961-1990) | Dades climàtiques a Oslo-Blindern (1961-1990) | Dades climàtiques a Oslo-Blindern (1961-1990) | Dades climàtiques a Oslo-Blindern (1961-1990) | Dades climàtiques a Oslo-Blindern (1961-1990) | Dades climàtiques a Oslo-Blindern (1961-1990) | Dades climàtiques a Oslo-Blindern (1961-1990) |
| Mes                                                       | gen                                           | febr                                          | març                                          | abr                                           | maig                                          | juny                                          | jul                                           | ag                                            | set                                           | oct                                           | nov                                           | des                                           | anual                                         |
| --------------------------------------------------------- | --------------------------------------------- | --------------------------------------------- | --------------------------------------------- | --------------------------------------------- | --------------------------------------------- | --------------------------------------------- | --------------------------------------------- | --------------------------------------------- | --------------------------------------------- | --------------------------------------------- | --------------------------------------------- | --------------------------------------------- | --------------------------------------------- |
| Màxima rècord °C (°F)                                     | 12.5 (54.5)                                   | 12.8 (55)                                     | 17.0 (62.6)                                   | 21.8 (71.2)                                   | 27.7 (81.9)                                   | 32.2 (90)                                     | 30.5 (86.9)                                   | 34.2 (93.6)                                   | 24.9 (76.8)                                   | 21.0 (69.8)                                   | 14.4 (57.9)                                   | 12.4 (54.3)                                   | 34.2 (93.6)                                   |
| Màxima mitjana °C (°F)                                    | −1.8 (28.8)                                   | −0.9 (30.4)                                   | 3.5 (38.3)                                    | 9.1 (48.4)                                    | 15.8 (60.4)                                   | 20.4 (68.7)                                   | 21.5 (70.7)                                   | 20.1 (68.2)                                   | 15.1 (59.2)                                   | 9.3 (48.7)                                    | 3.2 (37.8)                                    | −0.5 (31.1)                                   | 9.57 (49.22)                                  |
| Mitjana diària °C (°F)                                    | −4.3 (24.3)                                   | −4.0 (24.8)                                   | −0.2 (31.6)                                   | 4.5 (40.1)                                    | 10.8 (51.4)                                   | 15.2 (59.4)                                   | 16.4 (61.5)                                   | 15.2 (59.4)                                   | 10.8 (51.4)                                   | 6.3 (43.3)                                    | 0.7 (33.3)                                    | −3.1 (26.4)                                   | 5.69 (42.24)                                  |
| Mínima mitjana °C (°F)                                    | −6.8 (19.8)                                   | −6.8 (19.8)                                   | −3.3 (26.1)                                   | 0.8 (33.4)                                    | 6.5 (43.7)                                    | 10.6 (51.1)                                   | 12.2 (54)                                     | 11.3 (52.3)                                   | 7.5 (45.5)                                    | 3.8 (38.8)                                    | −1.5 (29.3)                                   | −5.6 (21.9)                                   | 2.39 (36.31)                                  |
| Mínima rècord °C (°F)                                     | −24.3 (−11.7)                                 | −24.9 (−12.8)                                 | −20.2 (−4.4)                                  | −9.8 (14.4)                                   | −2.7 (27.1)                                   | 1.4 (34.5)                                    | 5.0 (41)                                      | 3.7 (38.7)                                    | −2.0 (28.4)                                   | −7.4 (18.7)                                   | −16.0 (3.2)                                   | −20.8 (−5.4)                                  | −24.9 (−12.8)                                 |
| Precipitació mitjana mm (polzades)                        | 49 (1.93)                                     | 36 (1.42)                                     | 47 (1.85)                                     | 41 (1.61)                                     | 53 (2.09)                                     | 65 (2.56)                                     | 81 (3.19)                                     | 89 (3.5)                                      | 90 (3.54)                                     | 84 (3.31)                                     | 73 (2.87)                                     | 55 (2.17)                                     | 763 (30.04)                                   |
| Mitjana de dies de precipitació                           | 6                                             | 4                                             | 6                                             | 5                                             | 5                                             | 7                                             | 7                                             | 8                                             | 7                                             | 8                                             | 8                                             | 6                                             | 77                                            |
| Mitjana mensual d'hores de sol                            | 40                                            | 76                                            | 126                                           | 178                                           | 220                                           | 250                                           | 246                                           | 216                                           | 144                                           | 86                                            | 51                                            | 35                                            | 1.668                                         |
| Font #1: Norwegian Meteorological Institute eklima.met.no |                                               |                                               |                                               |                                               |                                               |                                               |                                               |                                               |                                               |                                               |                                               |                                               |                                               |
| Font #2: Met.no (precipitation > 3 mm)                    |                                               |                                               |                                               |                                               |                                               |                                               |                                               |                                               |                                               |                                               |                                               |                                               |                                               |

## Demografia
La població d'Oslo augmenta des del 2010 a un ritme rècord de gairebé un 2% a l'any (17% en els últims 15 anys), i és la capital escandinava de més ràpid creixement. L'any 2016 hi havia 647.676 residents permanents al municipi d'Oslo, dels quals 628.719 residien a la ciutat pròpiament dita, segons les dades de l'informe anual de l'Oficina Central d'Estadístiques de Noruega. Comptant l'àrea metropolitana de la ciutat el nombre s'eleva a 942.084 residents, i arriba a 1.710.000 en un radi de 100 km al voltant de la ciutat.

Evolució de la població d'Oslo des del 1800

D'acord amb el cens més recent, 432.000 residents d'Oslo (el 70,4% de la població) eren ètnicament noruecs; això representa un augment del 6% des de 2002 (409.000 persones més). Oslo té la població més gran d'immigrants i de noruecs fills de pares immigrants de Noruega, tant en xifres absolutes com en relatives. Dels 624.000 habitants d'Oslo, 189.400 eren immigrants o fills de pares immigrants, cosa que representa el 30,45% de la població de la capital. Tots els suburbis d'Oslo estaven per sobre de la mitjana nacional del 14,1%. Els suburbis amb la proporció més gran de persones d'origen immigrant eren Søndre Nordstrand i Stovner og Alna, on els immigrants constituïen al voltant del 50% de la població. Els pakistanesos en són la minoria ètnica més nombrosa, seguida dels suecs, els somalis i els polonesos. Altres grans grups d'immigrants són gent de Sri Lanka, el Vietnam, Turquia, el Marroc, l'Iraq i l'Iran.
El 2012 hi havia al voltant de 48.000 musulmans registrats a Oslo, cosa que representa aproximadament el 8% de la població, i al voltant de 33.000 catòlics romans. Les comunitats de filosofia de la vida, principalment l'Associació Humanista Noruega, tenia uns 18.000 membres el 2011.
| Rang | Ascendència | Nombre |
| ---- | ----------- | ------ |
| 1    | Pakistan    | 22.864 |
| 2    | Polònia     | 15.862 |
| 3    | Suècia      | 13.911 |
| 4    | Somàlia     | 13.789 |
| 5    | Iraq        | 7.854  |
| 6    | Sri Lanka   | 7.272  |
| 7    | Marroc      | 6.569  |
| 8    | Turquia     | 6.397  |
| 9    | Iran        | 6.192  |
| 10   | Vietnam     | 6.164  |
| 11   | Filipines   | 5.917  |
| 12   | Índia       | 5.246  |
| 13   | Dinamarca   | 3.777  |
| 14   | Alemanya    | 3.678  |
| 15   | Afganistan  | 3.607  |

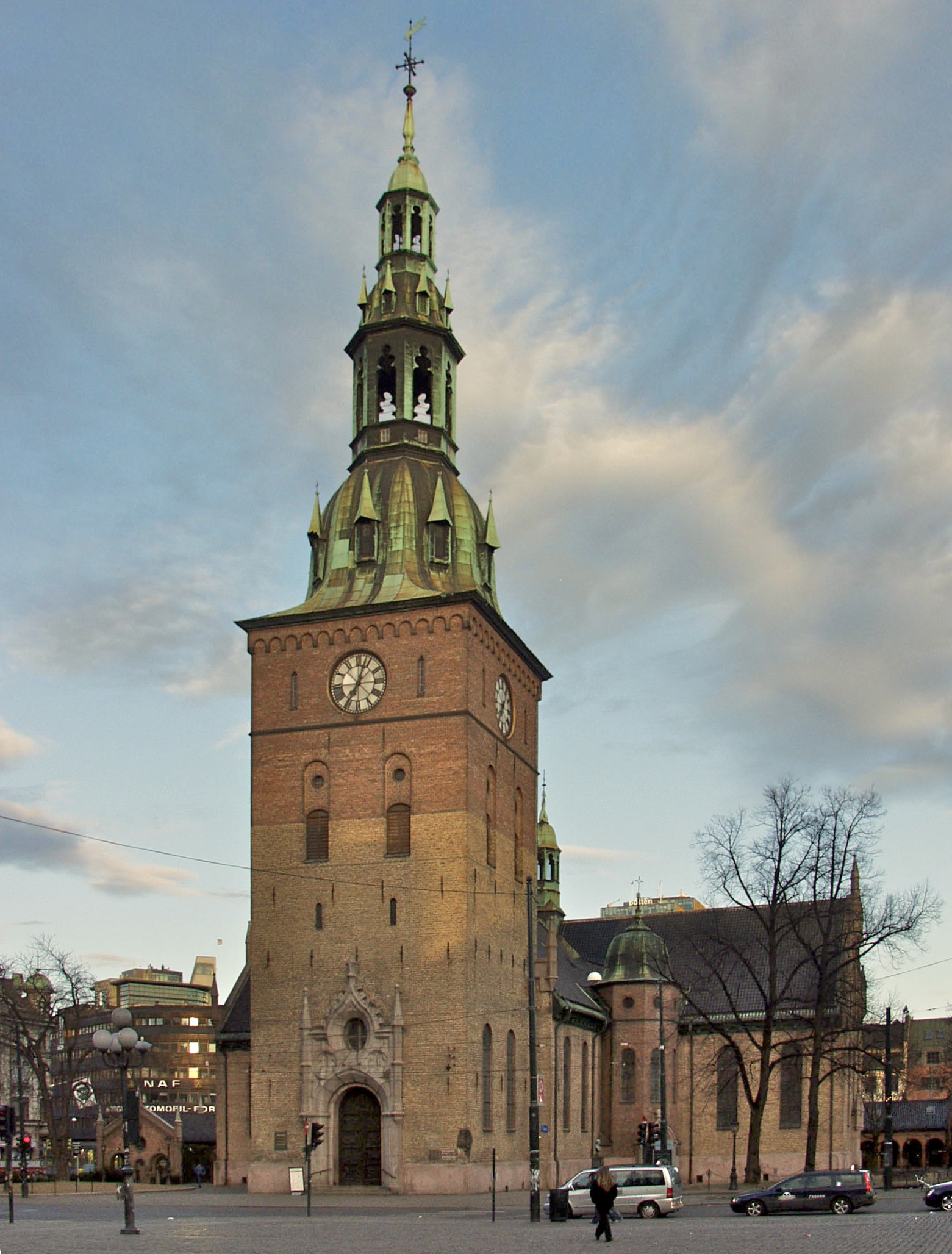
Catedral del Salvador d'Oslo, seu de la diòcesi d'Oslo de l'Església de Noruega i catedral nacional

El 2013 el 40% dels alumnes de les escoles primàries d'Oslo tenien una primera llengua diferent a la noruega, o la sami. La part occidental de la ciutat és la zona on més predomina l'ètnia de Noruega, amb diverses escoles que tenen menys d'un 5% d'alumnes fills d'immigrants. La part oriental d'Oslo és més variada, amb algunes escoles amb extrems del 97% d'immigrants. Les escoles també estan cada vegada més dividides per grups ètnics. Per exemple, al barri de Groruddalen la població ètnica noruega l'any 2008 va disminuir a 1.500, mentre que la població immigrant va augmentar a 1.600.

### Religió
Oslo té nombroses comunitats religioses. El 2008 el 63% de la població era membre de l'Església de Noruega, un tant per cent més baix que la mitjana nacional de 82%. El 2011, gairebé el 20% de la població es va registrar en altres comunitats religioses o de postura de vida.

## Política
Oslo és la capital de Noruega, i com a tal, és la seu del govern nacional de Noruega. La majoria de governants, entre ells el primer ministre, es reuneixen al Regjeringskvartalet, un grup d'edificis propers al Parlament nacional, l'Storting.

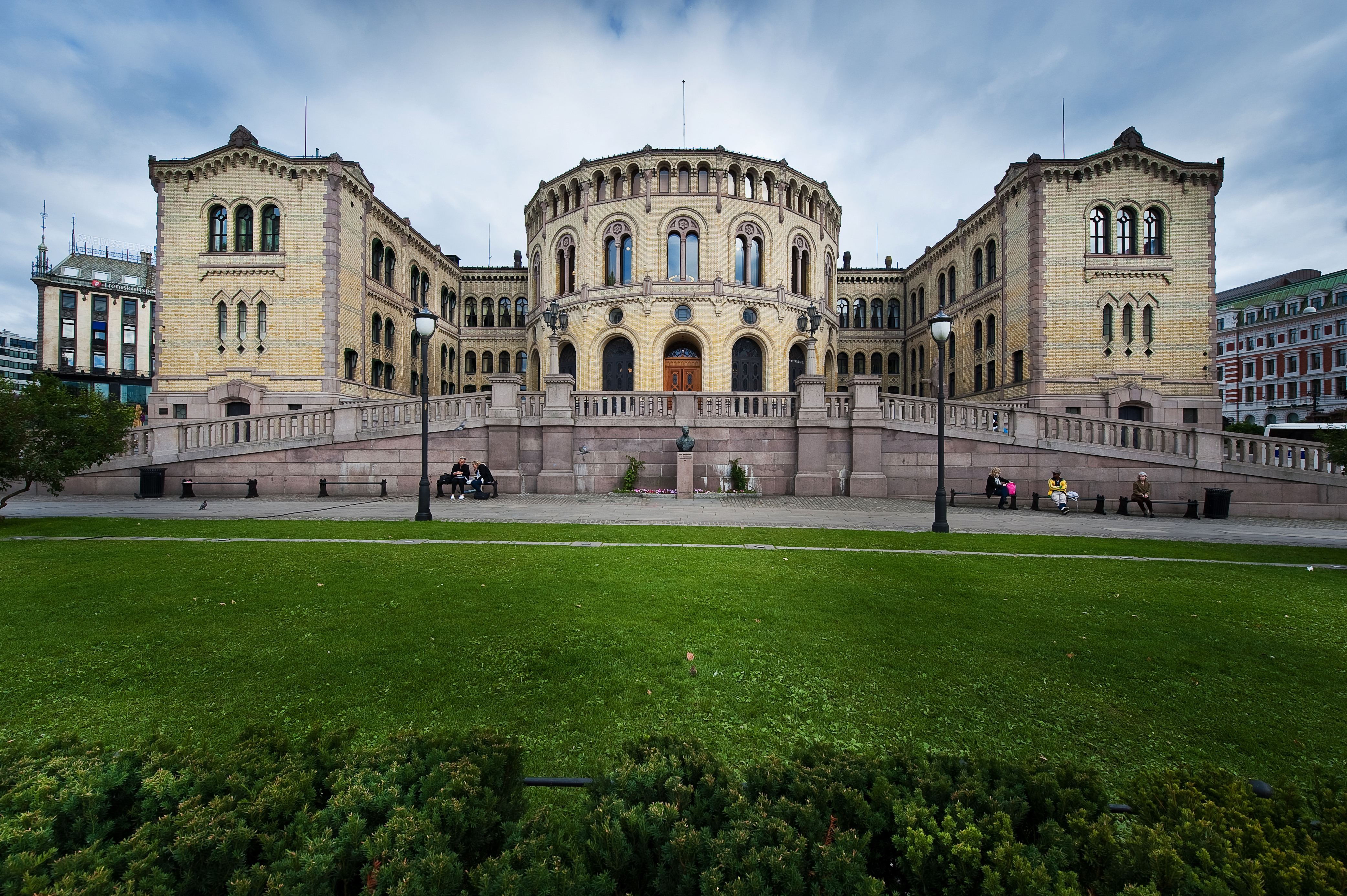
L'Storting, seu del parlament nacional de Noruega

Constituïda com a municipi i comtat de Noruega, la ciutat d'Oslo està representada a l'Storting per dinou membres del parlament. Aquests membres formen part dels partits següents: sis són del Partit Laborista, uns altres sis del Partit Conservador, dos del Partit del Progrés, uns altres dos del Partit Liberal, un del Partit Socialista d'Esquerra, la Democràcia Cristiana i el Partit Verd tenen un cadascun [necessita actualitzar-se].
El municipi i el comtat d'Oslo han tingut un sistema parlamentari de govern des del 1986. La màxima autoritat de la ciutat és l'Ajuntament (Bystyret), que actualment té 59 escons. Els representants són triats popularment cada quatre anys. L'Ajuntament té cinc comitès permanents, i cadascú té les seves pròpies àrees de responsabilitat. Els partits amb més representació a l'Ajuntament després de les eleccions del 2015 són el Partit Laborista i el Partit Conservador, amb 20 i 19 representants, respectivament.

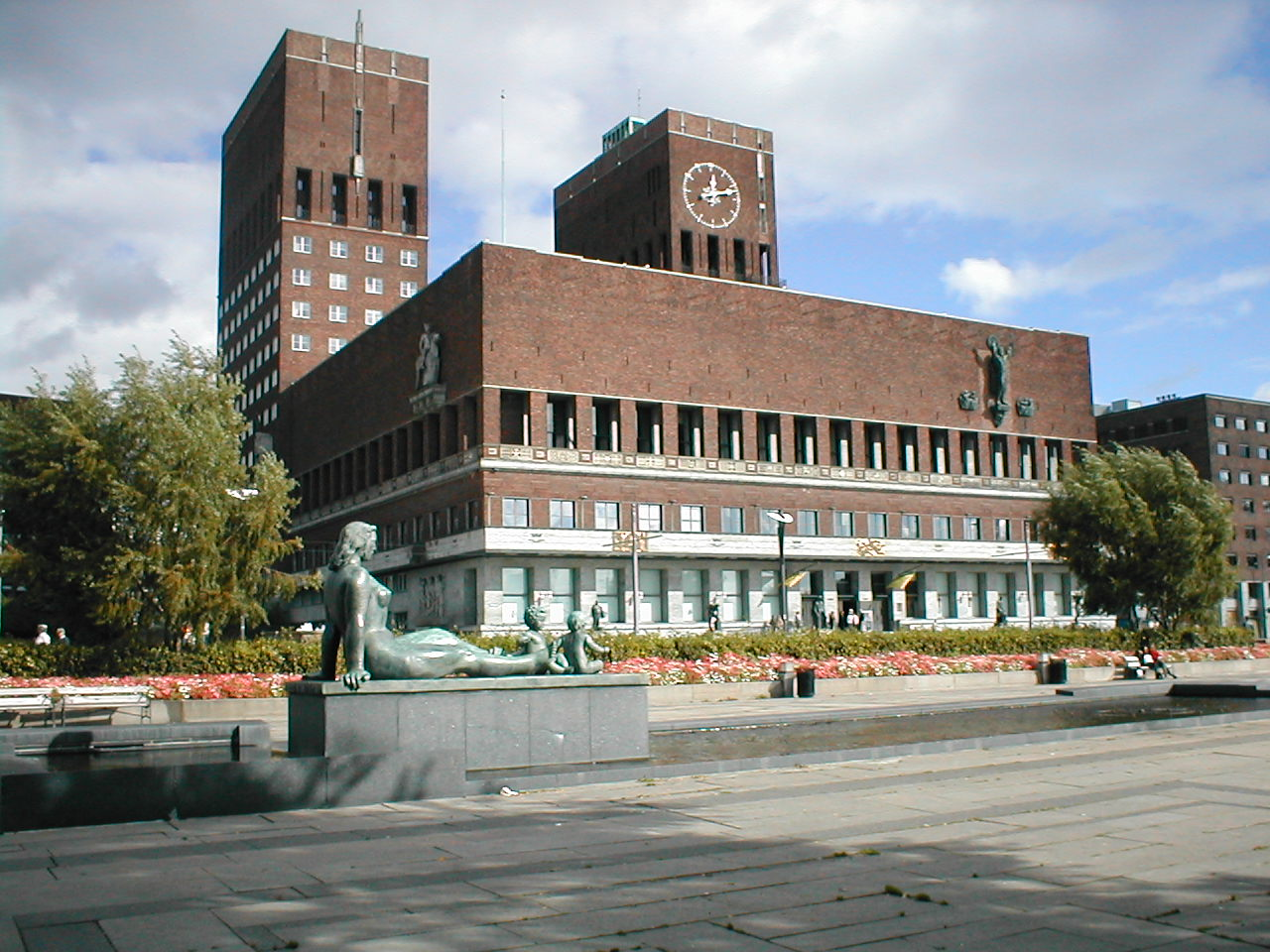
Ajuntament d'Oslo

### Eleccions del 2015
L'alcaldessa d'Oslo és la cap de l'Ajuntament i la màxima representant de la ciutat. Aquesta solia ser la posició política més poderosa a Oslo, però arran de la posada en pràctica del parlamentarisme, l'alcaldessa ha tingut més un paper cerimonial, similar al del president de l'Storting a nivell nacional. L'actual alcaldessa d'Oslo és Marianne Borgen.
Des de les eleccions locals de 2015, el govern de la ciutat està format per una coalició amb el Partit Laborista, el Partit Verd i l'Esquerra Socialista. Amb el suport puntual del Partit Roig, la coalició manté una majoria viable a l'Ajuntament.
El governador d'Oslo és el cap del govern de la ciutat. El lloc va ser creat amb l'aplicació del parlamentarisme a Oslo i és similar a la funció del primer ministre en el pla nacional. El governador actual és Raymond Johansen.
| Període   | Nom                          |
| --------- | ---------------------------- |
| 1990-1991 | Peter N. Myhre (FrP)         |
| 1992-1995 | Ann-Marit Sæbønes (Ap)       |
| 1995-2007 | Per Ditlev-Simonsen (H)      |
| 2007      | Svenn Erik Kristiansen (FrP) |
| 2007-2015 | Fabian Stang (H)             |
| 2015-     | Marianne Borgen (SV)         |

| Partit polític | Partit polític                                | Representants |    |
| -------------- | --------------------------------------------- | ------------- | -- |
|                | Partit Laborista (Arbeiderpartiet)            | 20            |    |
|                | Partit Conservador (Høyre)                    | 19            |    |
|                | Partit Verd (Miljøpartiet De Grønne)          | 5             |    |
|                | Partit Liberal (Venstre)                      | 4             |    |
|                | Partit del Progrés (Fremskrittspartiet)       | 4             |    |
|                | Partit Socialista (Sosialistisk Venstreparti) | 3             |    |
|                | Partit Roig (Rødt)                            | 3             |    |
|                | Partit Democristià (Kristelig Folkeparti)     | 1             |    |
| Total          | Total                                         | 59            | 59 |

## Economia

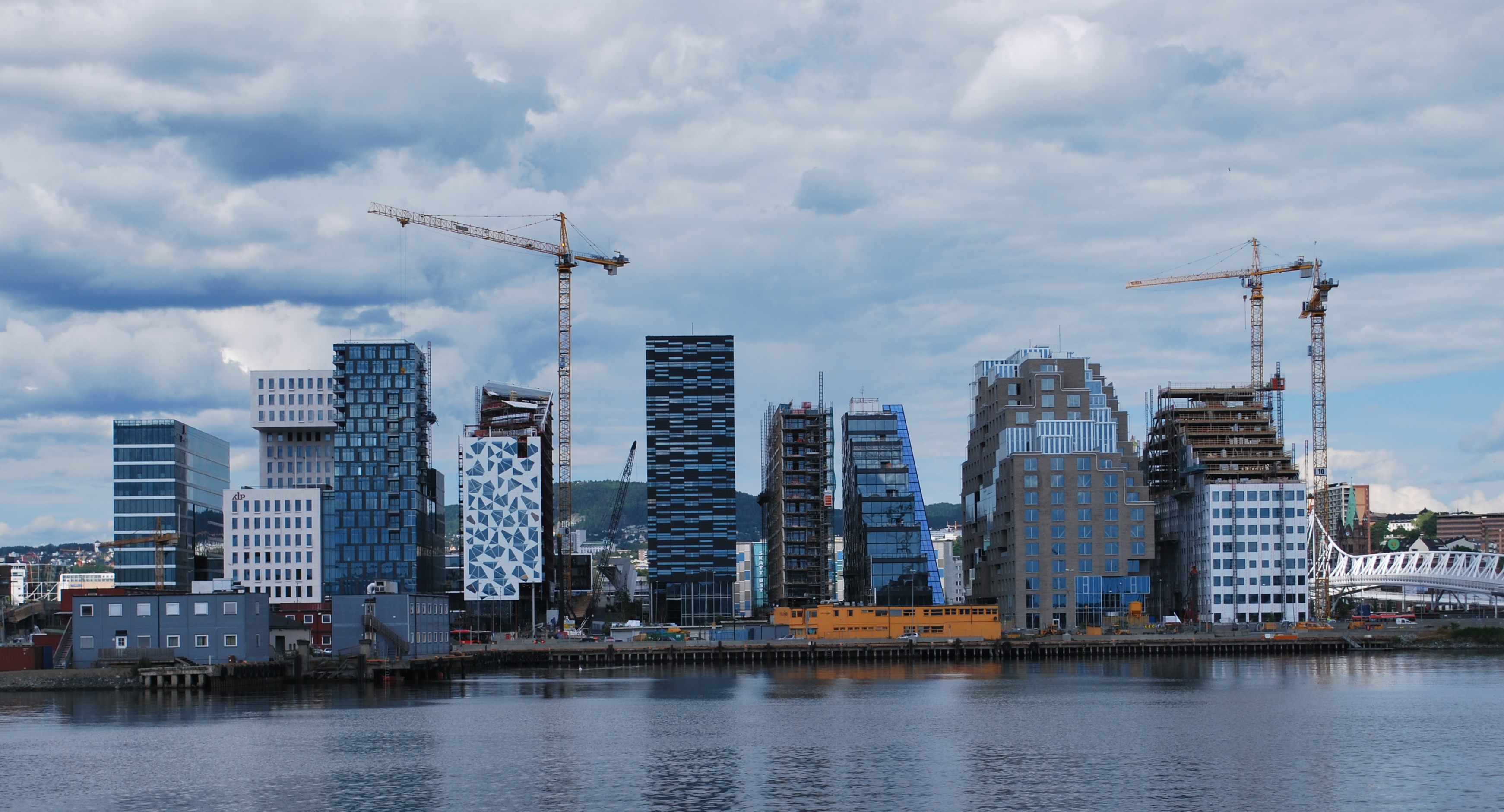
Oficines i apartaments a Bjørvika, en què es veu part del redisseny de l'antic moll i el sòl industrial d'Oslo conegut com el Projecte Barcode

Oslo és un important centre econòmic del sector marítim a Europa i té aproximadament 980 companyies i 8.500 empleats en el sector, entre elles algunes de les més grans empreses mundials de vaixells, de servei de càrrega i d'asseguradores. Det Norske Veritas, amb seu a Høvik, als afores d'Oslo, és una de les tres principals societats de classificació del món, amb el 16,5% de la flota mundial en el seu registre. El port d'Oslo és el major port de càrrega i de passatgers del país. Prop de 6.000 vaixells hi fondegen anualment, amb un total de sis milions de tones de càrrega i més de cinc milions de passatgers.
El producte interior brut d'Oslo va aconseguir el 2003 268.047 milions de corones noruegues (uns 30.500 milions d'euros), contribuint amb el 17% del PIB nacional. La regió té un dels més elevats PIB per capita d'Europa, amb 391.399 corones noruegues (44.500 €) el 2003. Si Noruega fos part de la Unió Europea, la regió d'Oslo ocuparia el quart lloc en PIB per capita, darrere de Londres, Brussel·les i Luxemburg. La Borsa d'Oslo té la seu en aquesta ciutat.
Oslo és també una de les ciutats més cares del món. Encara que Oslo té el mercat d'habitatge més car de Noruega, és més barat en comparació amb altres ciutats del món. D'acord amb un informe de la societat bancària suïssa UBS AIG de l'agost de 2006, Oslo i Londres van ser les ciutats més cares d'aquell any.

## Paisatge urbà

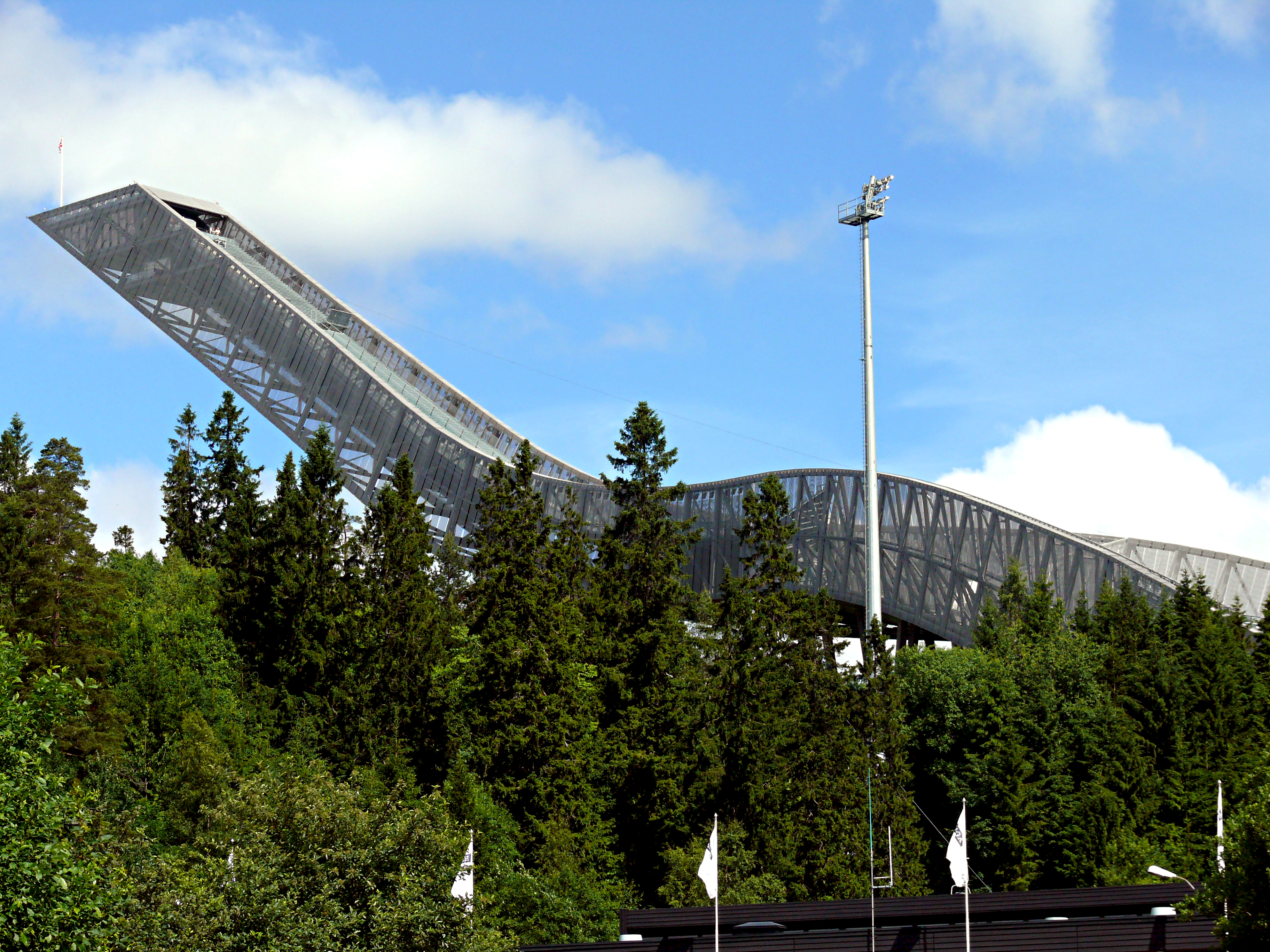
La plataforma de salt d'esquí d'Holmenkollen

El paisatge urbà d'Oslo s'ha desenvolupat formant una moderna ciutat amb diversos punts d'accés, una extensa xarxa de metro i un nou centre financer i cultural. El 2008 es va dur a terme a Londres una exposició que mostrava la premiada òpera d'Oslo, l'esquema de regeneració urbana del passeig marítim d'Oslo, i la nova Biblioteca Deichman. La majoria dels edificis de la ciutat i en les comunitats de veïns són baixos, només en destaca en alçada el Plaza, el Postgirobygget i els gratacels de Bjørvika.

### Districtes i barris
El municipi d'Oslo es divideix en 15 districtes (bydel), cadascun d'ells governat políticament per un comitè de 15 membres, que són nomenats pel govern de la ciutat. De manera extraordinària, quatre dels 15 comitès foren elegits per vot directe el 1995 i 1999 com a exercici de prova per augmentar l'interès de la població per la política local. El 2007 tots els comitès van ser triats per primera vegada per sufragi universal.

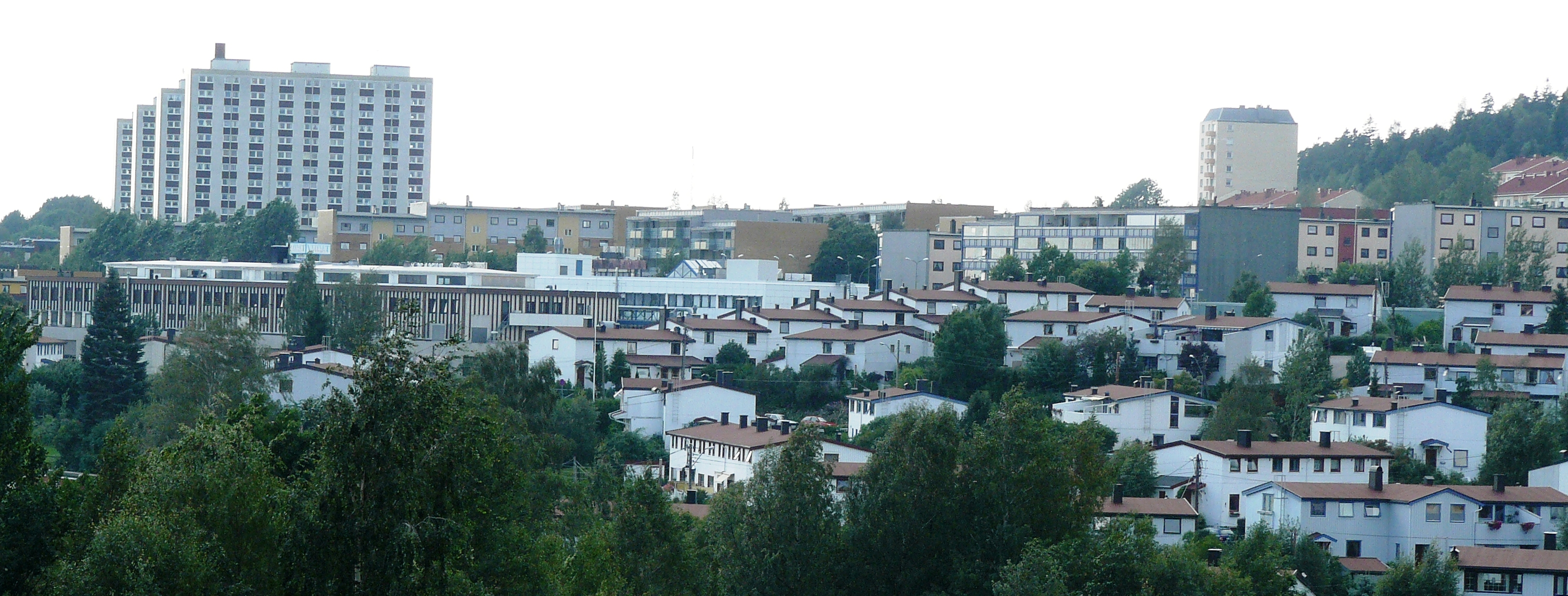
Habitatges al districte de Bjerke

Addicionalment al govern polític, hi ha un govern administratiu per cada districte. L'administració executa i fa complir les decisions del govern polític. La missió principal dels comitès de districte és desenvolupar, mantenir i impulsar serveis socials i serveis primaris de salut.
Els 15 districtes en què està dividit Oslo són:
| Districtes        | Habitants (2015) | Àrea en km² | nombre |
| Alna              | 48,770           | 13.7        | 12     |
| Bjerke            | 30,502           | 7.7         | 9      |
| Frogner           | 55,965           | 8.3         | 5      |
| Gamle Oslo        | 49,854           | 7.5         | 1      |
| Grorud            | 27,283           | 8.2         | 10     |
| Grünerløkka       | 54,701           | 4.8         | 2      |
| Nordre Aker       | 49,337           | 13.6        | 8      |
| Nordstrand        | 49,428           | 16.9        | 14     |
| Sagene            | 39,918           | 3.1         | 3      |
| St. Hanshaugen    | 36,218           | 3.6         | 4      |
| Stovner           | 31,669           | 8.2         | 11     |
| Søndre Nordstrand | 37,913           | 18.4        | 15     |
| Ullern            | 32,124           | 9           | 6      |
| Vestre Aker       | 47,024           | 16.6        | 7      |
| Østensjø          | 49,133           | 12.2        | 13     |
| Overall           | 647,676          | 151.8       |        |

### Arquitectura

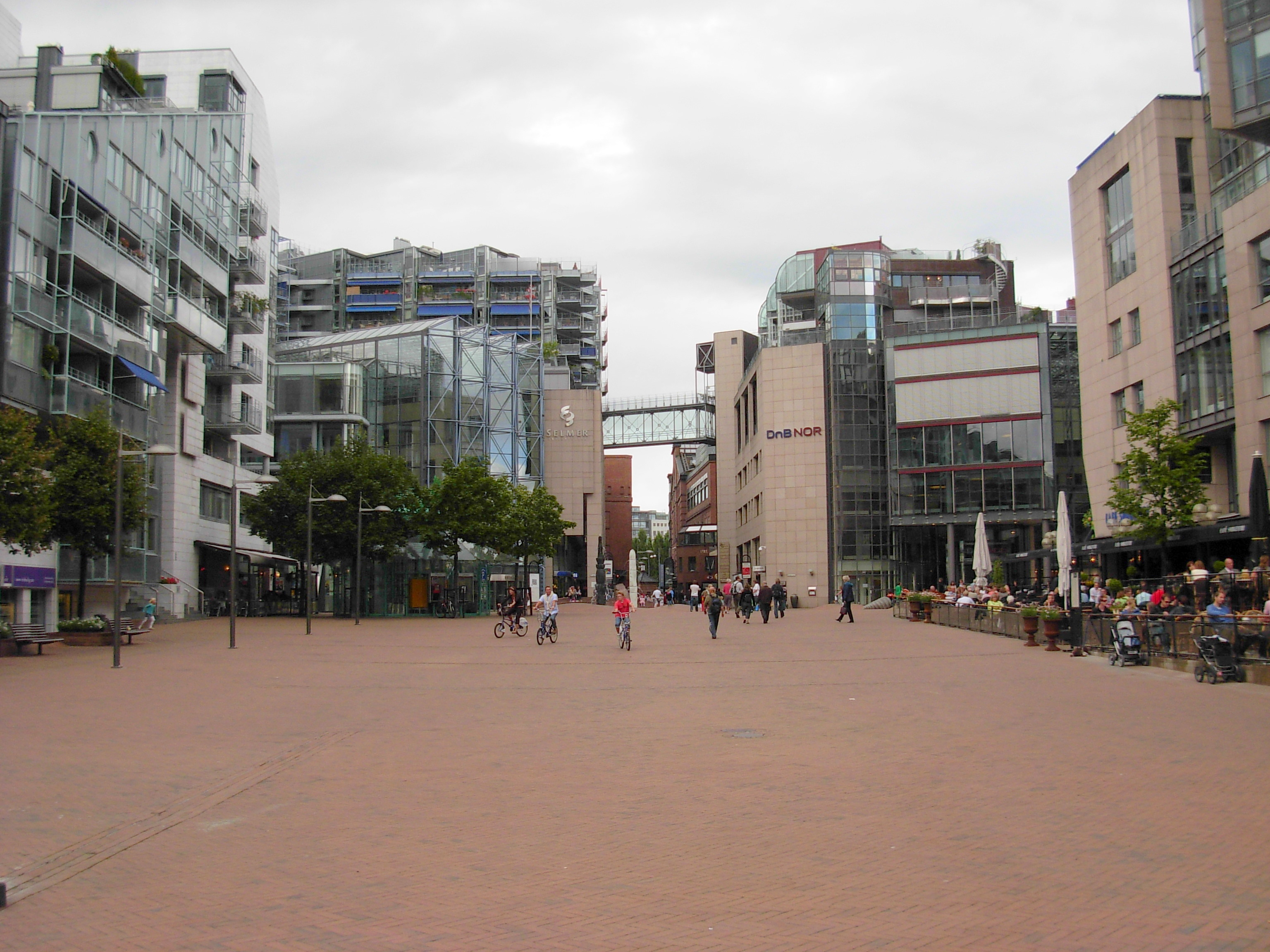
Bryggetorget

L'arquitectura d'Oslo és molt diversa. L'arquitecte Carl Frederik Stanley (1769-1805), que va ser educat a Copenhaguen, va passar alguns anys a Noruega al voltant del segle xix. Durant aquest temps va fer obres menors per als rics clients de la rodalia d'Oslo, però el seu assoliment més gran va ser la renovació de la Katedralskole d'Oslo, completada el 1800. Es va afegir un pòrtic clàssic al capdavant d'una estructura més gran, i un auditori semicircular va ser ocupat pel Parlament el 1814 com a lloc temporal. Actualment es conserva al Norsk Folkemuseum com a monument nacional.

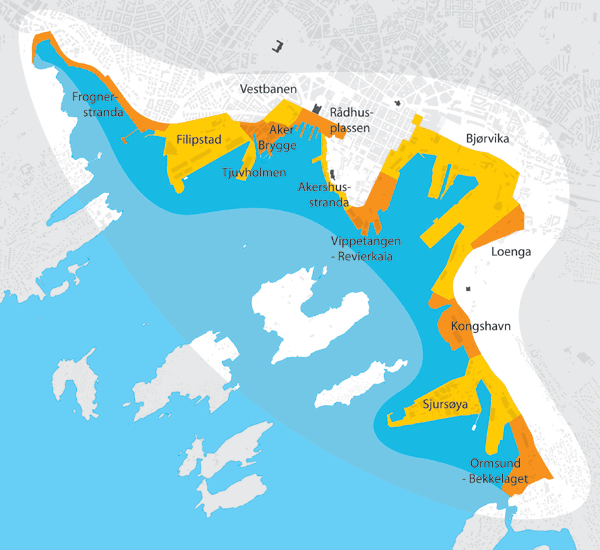
El projecte de construcció més gran d'Oslo és l'anomenat Fjordbyen, que s'estén des de Bygdøy a l'oest fins a Ormøya a l'est. Inclou les àrees de Bjørvika, Aker Brygge, Tjuvholmen, i l'àrea de l'estació central

Quan Cristiania va esdevenir capital de Noruega el 1814, pràcticament no hi havia edificis adequats per a les moltes institucions governamentals noves. Es va iniciar un ambiciós programa de construcció, però avançava molt lentament a causa de les limitacions econòmiques. La primera construcció important va ser el palau Reial, dissenyat per Hans Linstow i construït entre el 1824 i el 1848. També Linstow va dissenyar el carrer Karl Johans, l'avinguda que uneix el palau i la ciutat, amb una plaça monumental a mig carrer, envoltada pels edificis de la Universitat, el Parlament (Storting) i altres institucions. Només els edificis de la universitat es van realitzar d'acord amb aquest pla. Christian Heinrich Grosch, un dels primers arquitectes educats completament a Noruega, va dissenyar l'edifici original de la Borsa d'Oslo (1826-1828), la branca local del Banc de Noruega (1828), el Teatre de Christiania (1836-1837), i el primer campus de la Universitat d'Oslo (1841-1856). Els edificis de la universitat van ser dissenyats per l'arquitecte alemany Karl Friedrich Schinkel. La influència de l'arquitectura alemanya va persistir a Noruega, i molts edificis de fusta van seguir els principis del neoclassicisme. A Oslo, l'arquitecte alemany Alexis de Chateauneuf va dissenyar Trefoldighetskirken, la primera església neogòtica, completada per von Hanno el 1858.

Un gran nombre d'edificis, sobretot a Oslo, van ser construïts en l'estil modernista, i el primer fou el restaurant Skansen (1925-1927), per Lars Backer, demolit el 1970. Backer també va dissenyar un restaurant a Ekeberg, que es va obrir el 1929. La galeria d'art de Kunstnernes Hus va ser formada per pintures de Gudolf Blakstad i Herman Munthe-Kaas (1930), que mostren la influència de la tendència classicista precedent de la dècada de 1920. La remodelació de l'aeroport d'Oslo a Gardermoen, que es va obrir el 1998, va ser el projecte de construcció més gran de Noruega fins a data actual. 

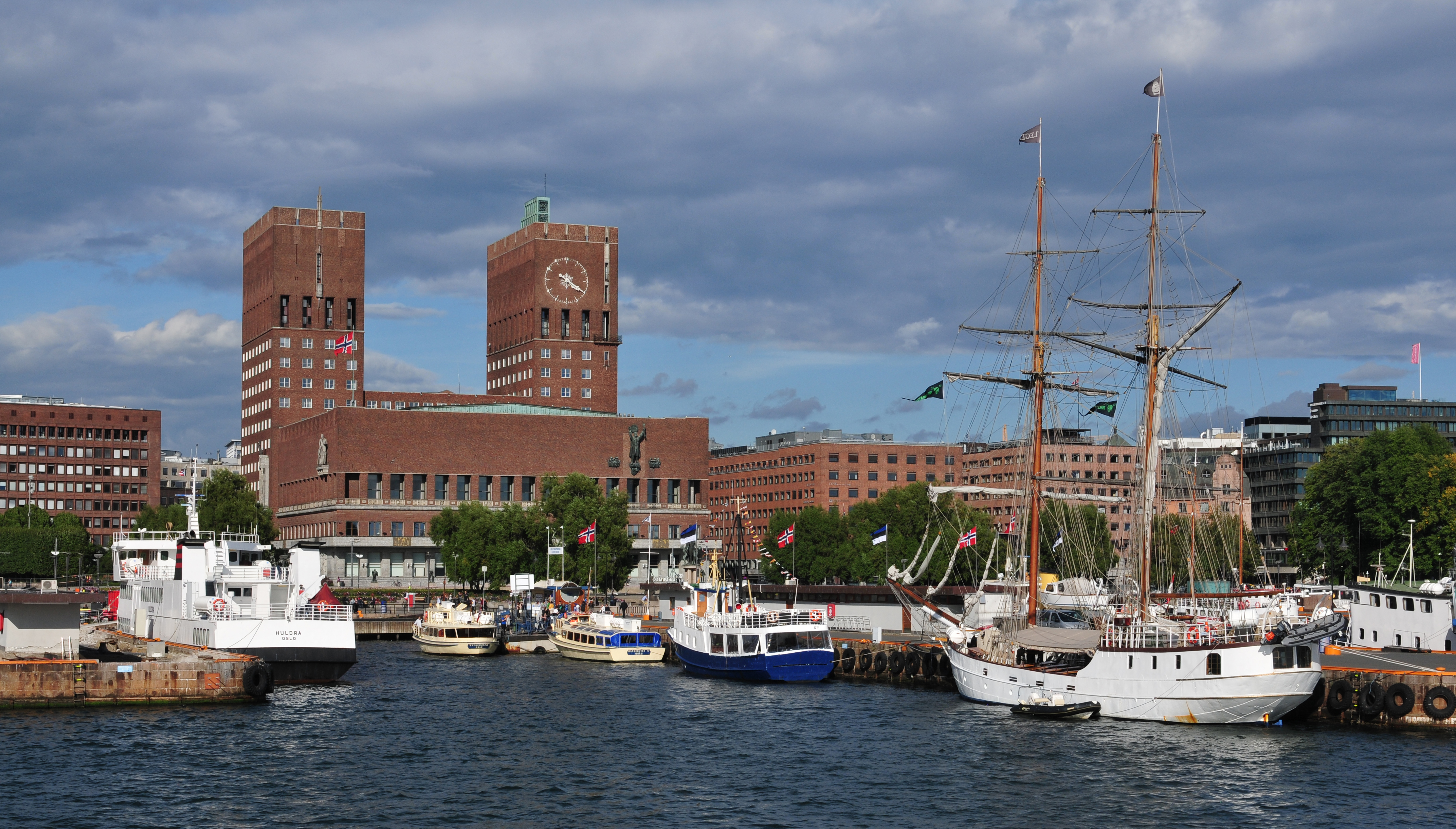
El port d'Oslo
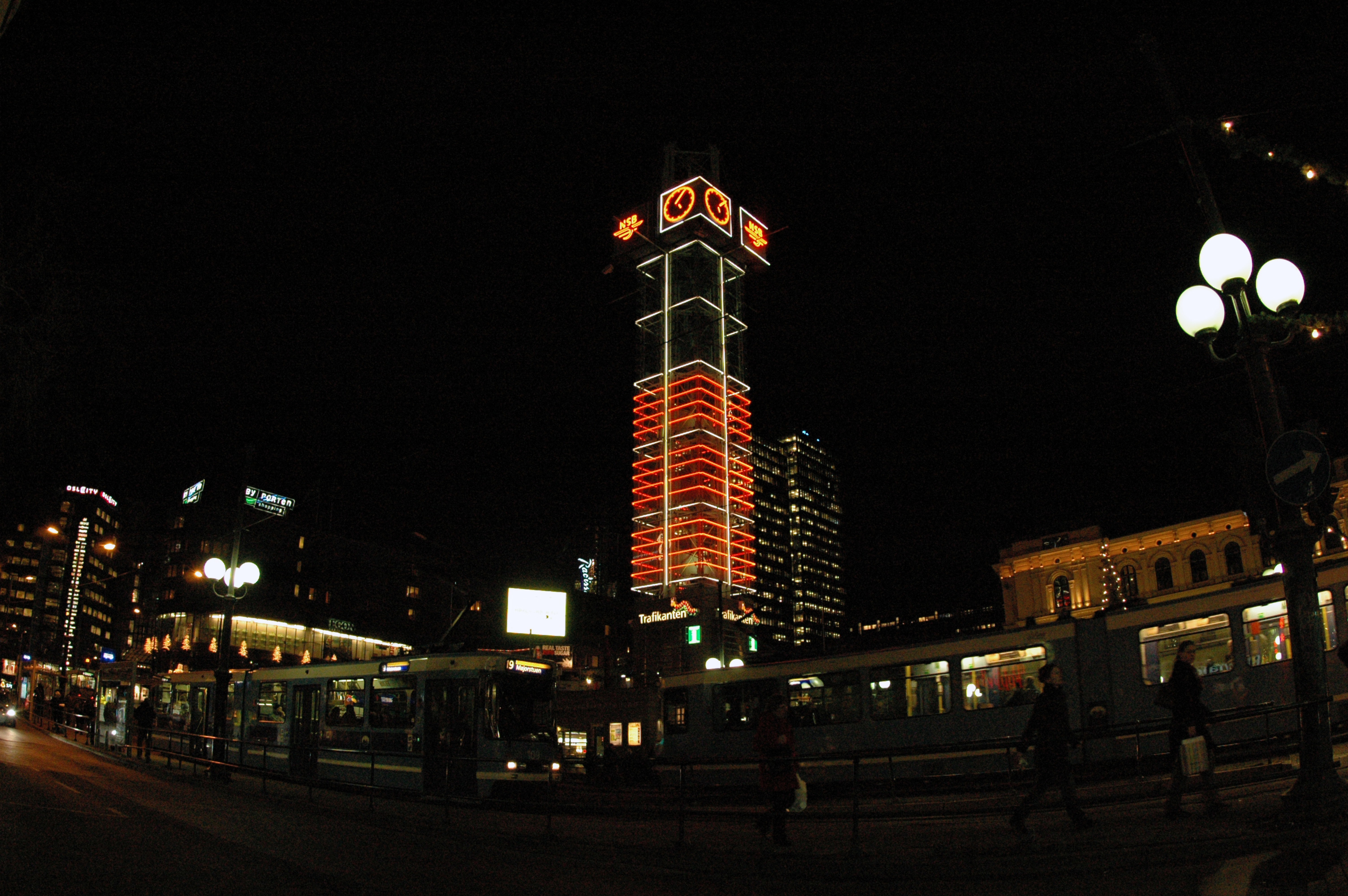
L'Estació Central d'Oslo de nit
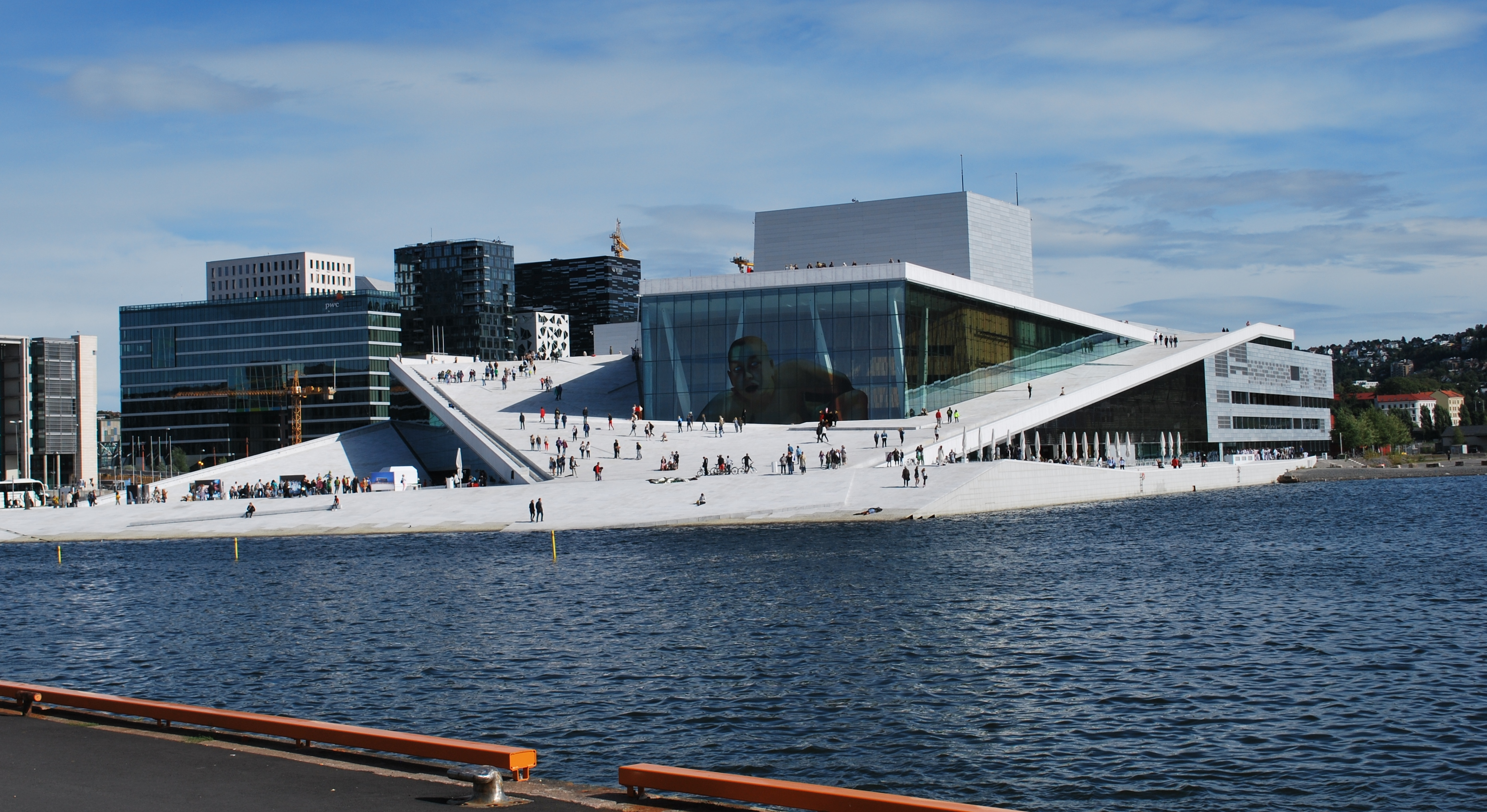
L'Òpera d'Oslo
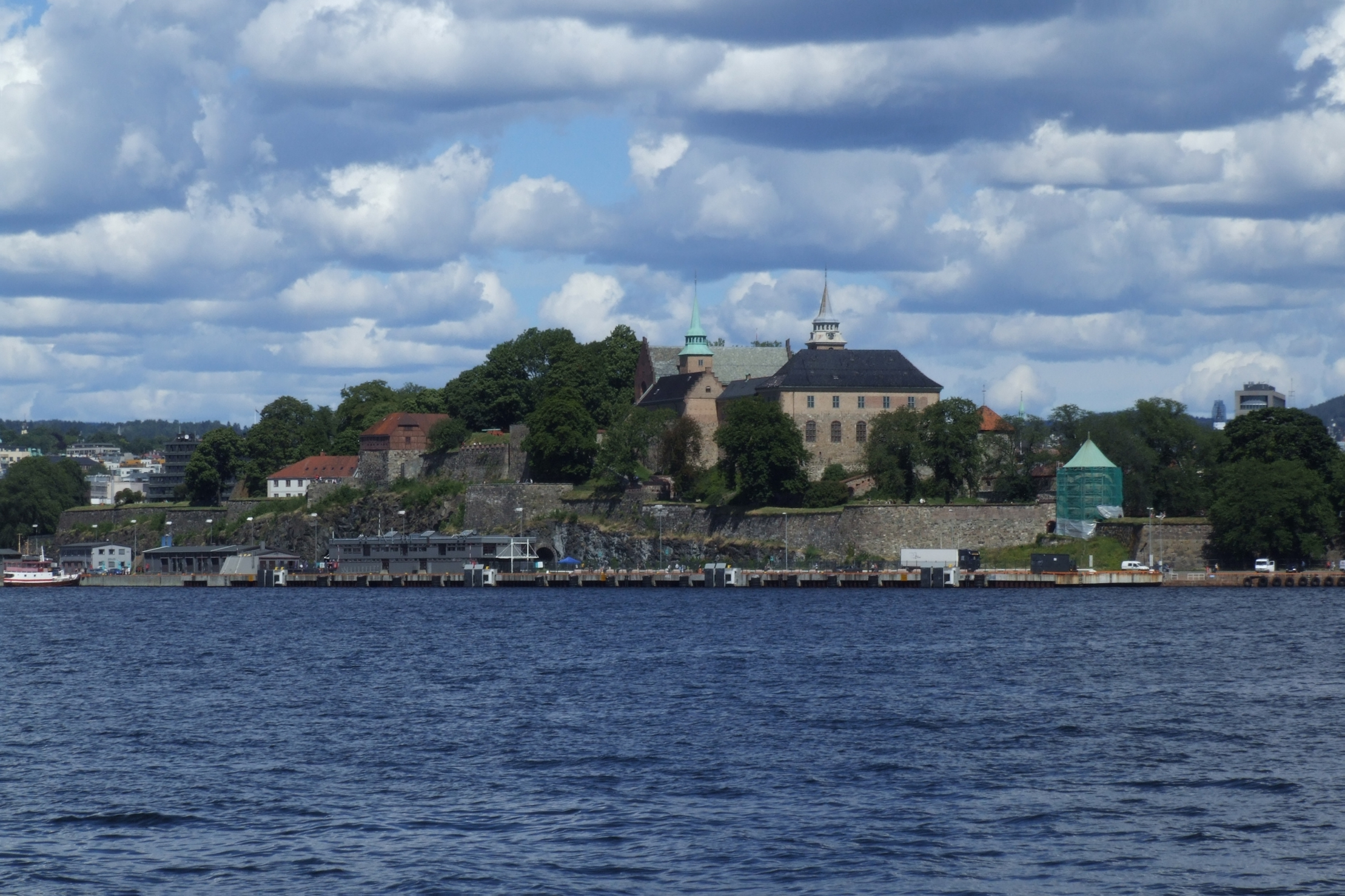
La fortalesa d'Akershus
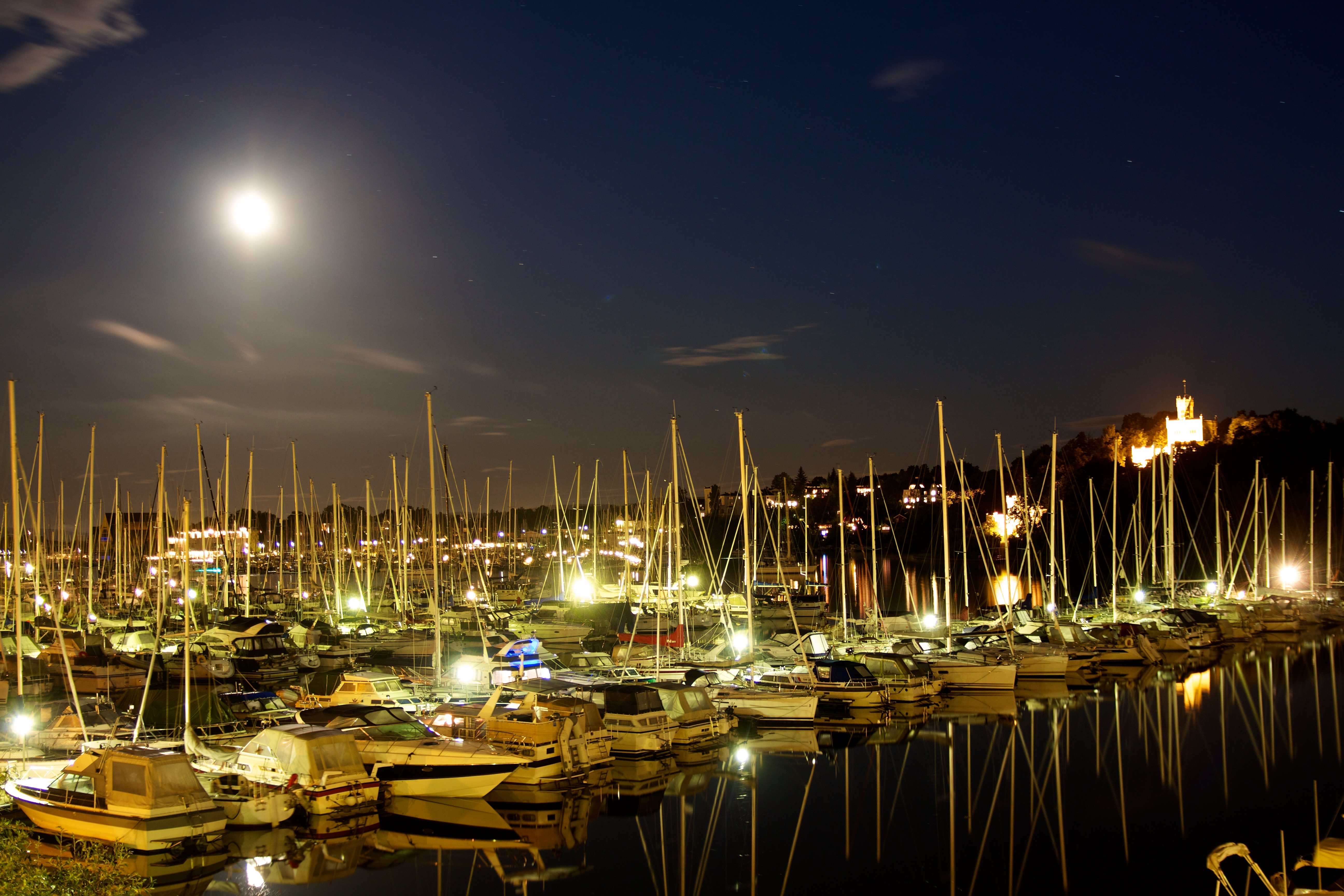
Vaixells il·luminats al port
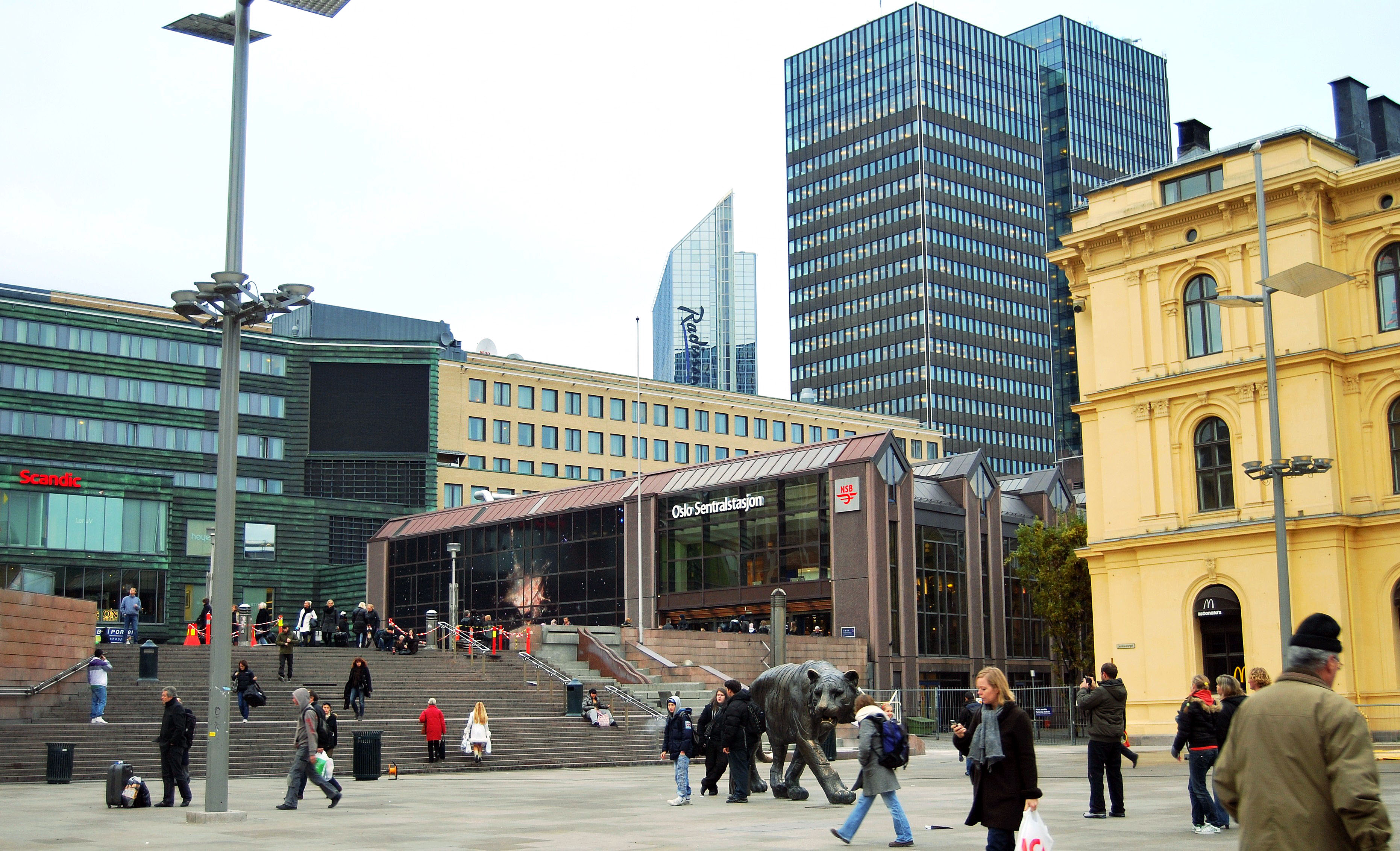
Jernbanetorget
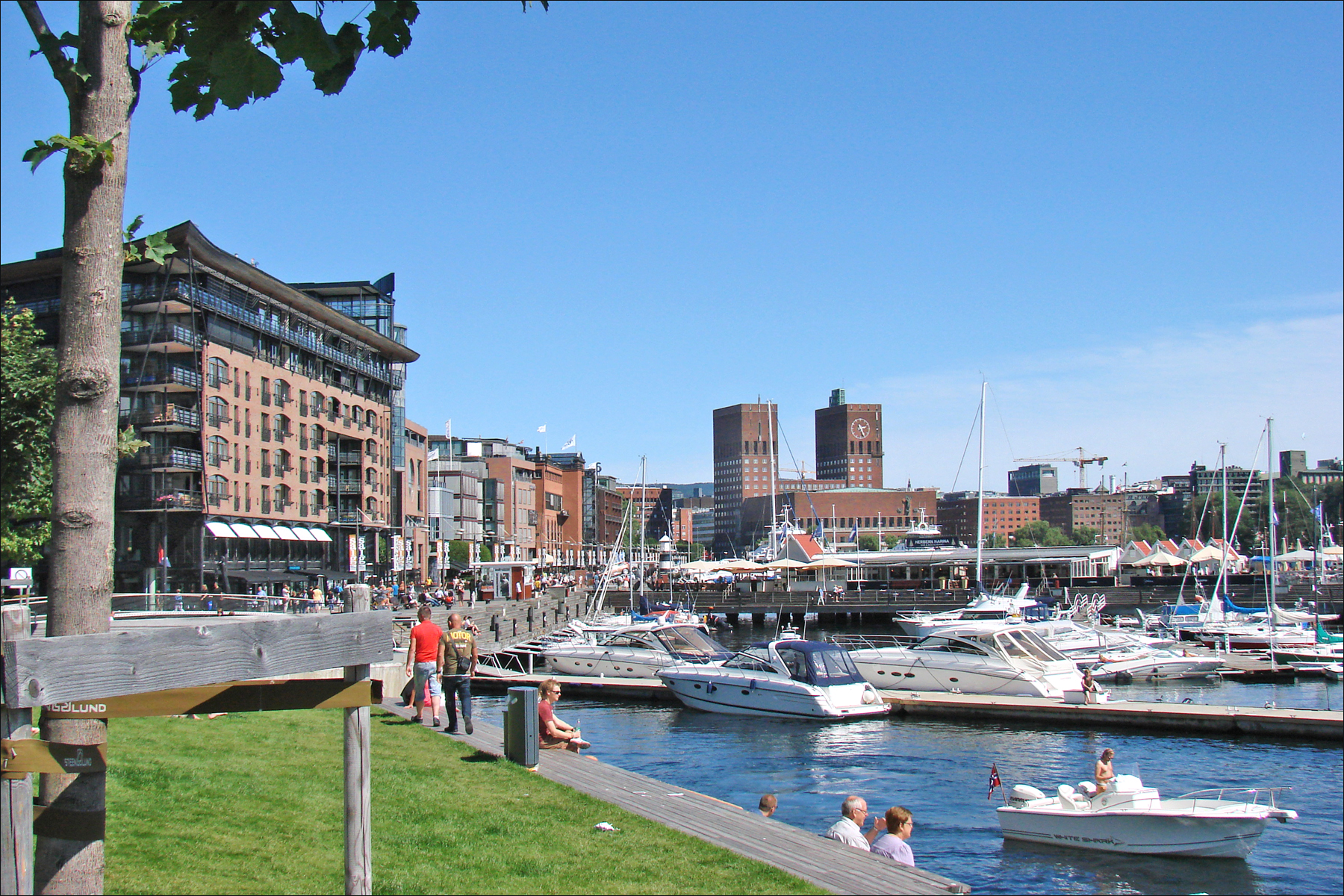
Aker brygge
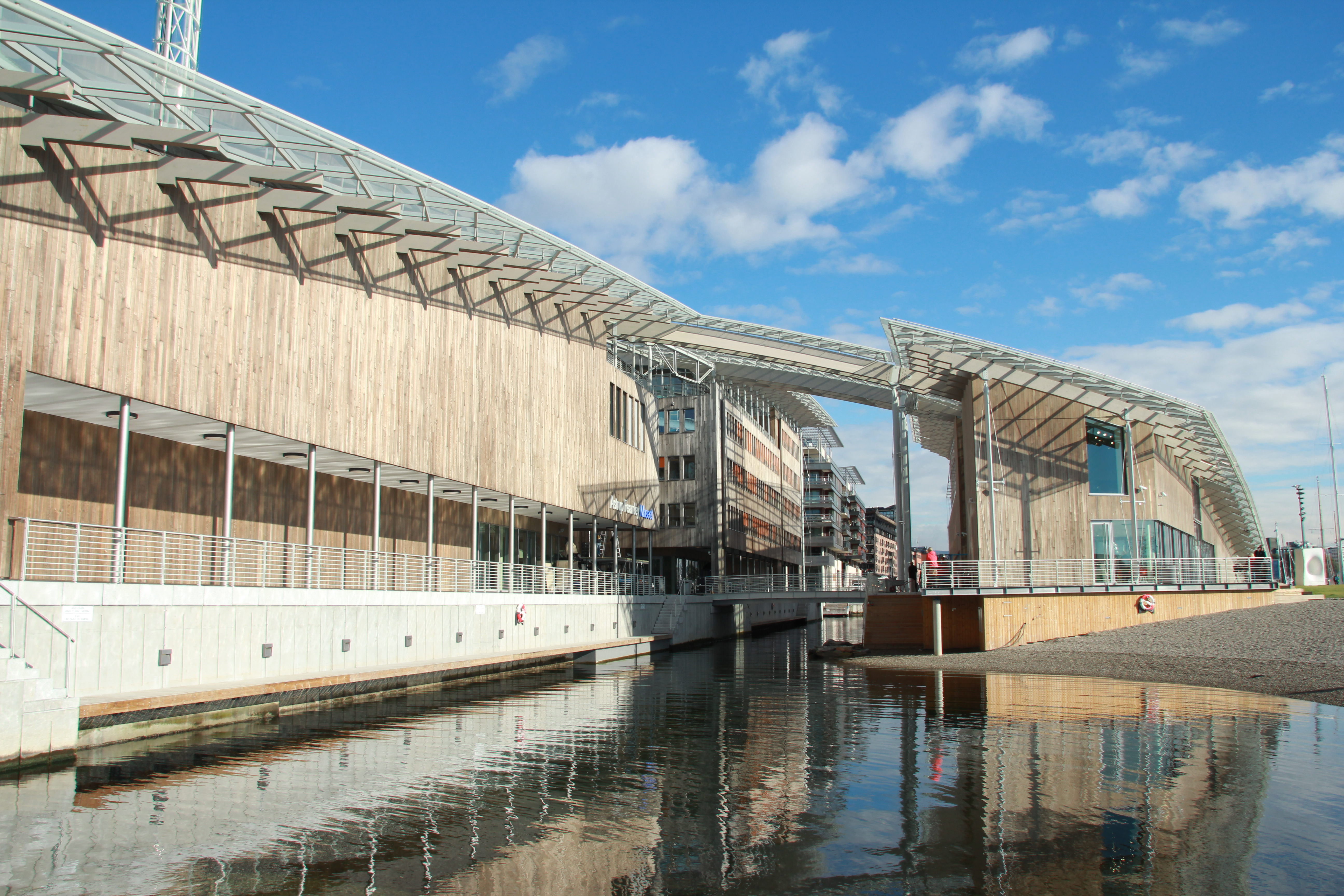
La galeria d'art del Museu d'Art Contemporani d'Astrup Fearnley a Oslo
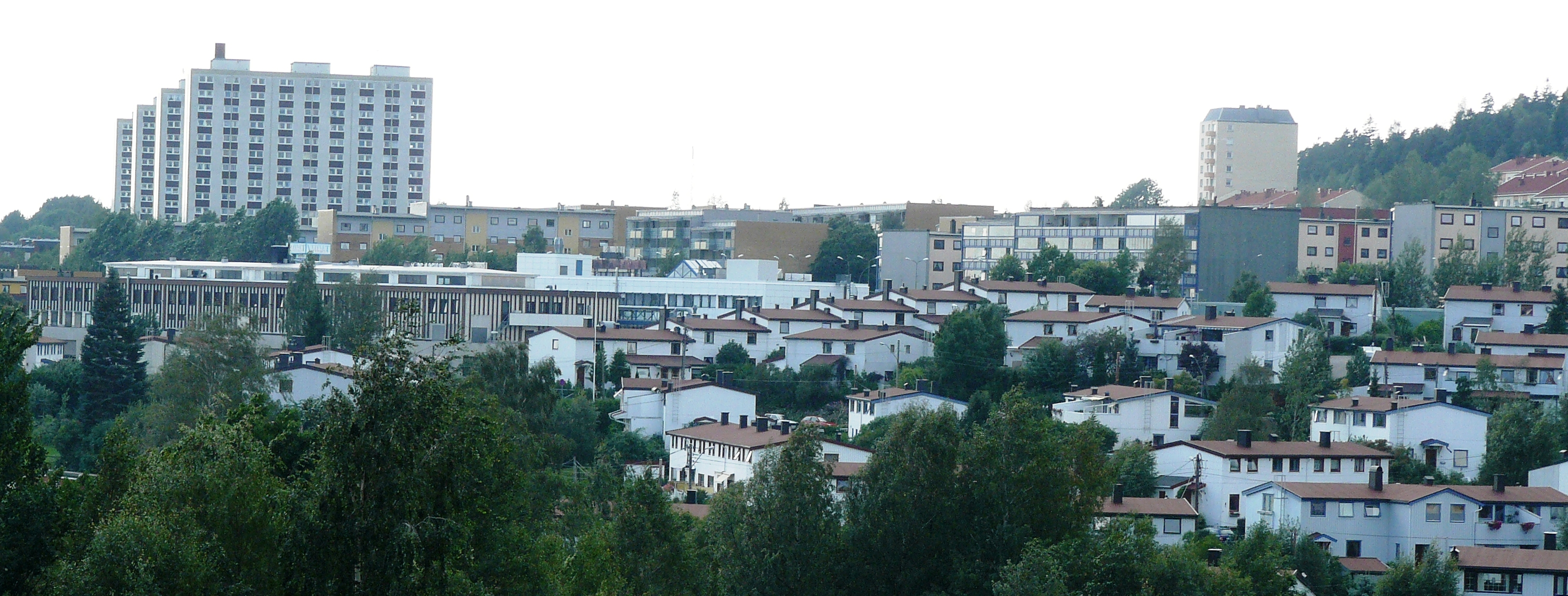
Bjerke, una zona urbana densament poblada, amb 3.100 habitants per quilòmetre quadrat
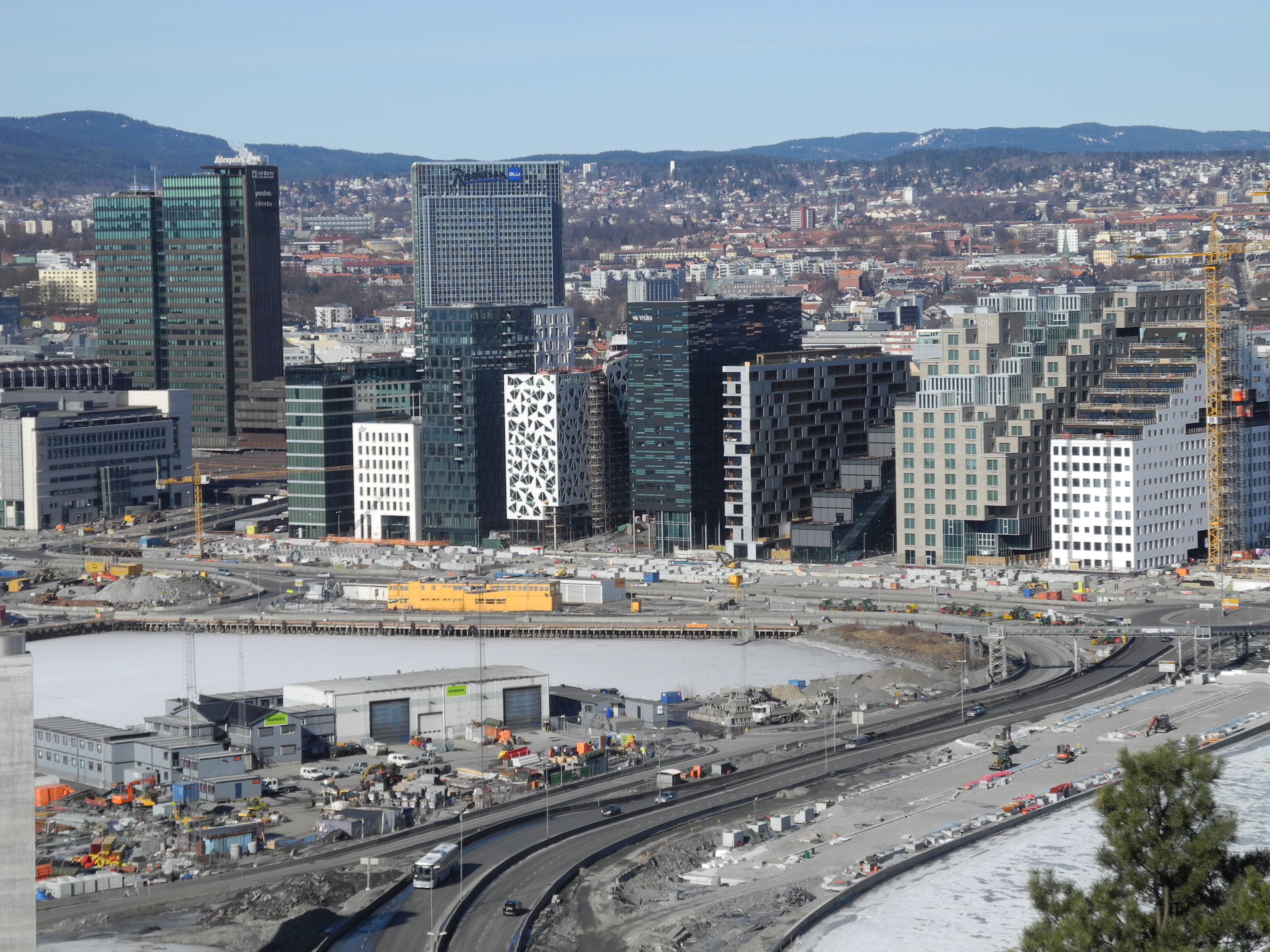
L'horitzó d'Oslo

### Parcs i àrees de recreació

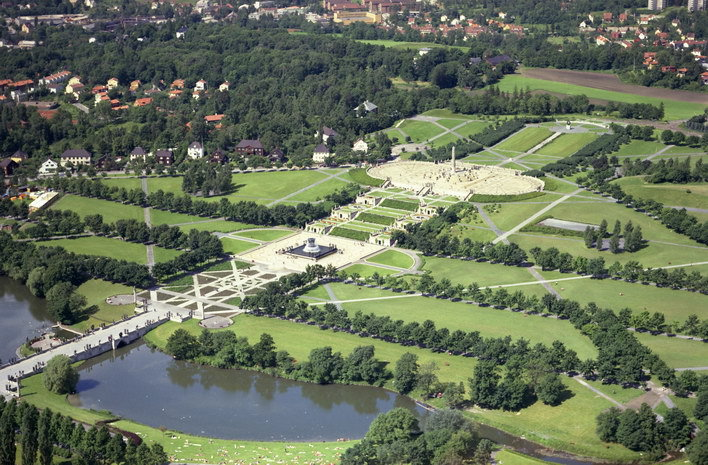
El parc de Frogner

Oslo té un gran nombre de parcs i zones verdes dins de la ciutat, així com fora d'ella.
- El parc de Frogner és un gran parc situat a pocs minuts a peu del centre de la ciutat. Aquest és el parc més gran i conegut de Noruega amb una gran col·lecció d'escultures de Gustav Vigeland.
- Bygdøy és una gran zona verda, comunament anomenada la Península del Museu d'Oslo. La zona està parcialment envoltada per mar i és un dels districtes més cars de Noruega.
- El parc de St. Hanshaugen és un antic parc públic en un turó al centre d'Oslo. Sant Hanshaugen és també el nom del barri que l'envolta, així com el districte administratiu més gran que inclou les principals parts del centre d'Oslo.
- El parc de Tøyen s'estén darrere del Museu de Munch, i és una vasta extensió, coberta d'herba. Al nord hi ha un mirador conegut com a Ola Narr. La zona de Tøyen també inclou el Jardí Botànic i el Museu pertanyent a la Universitat d'Oslo.El parc de St. Hanshaugen

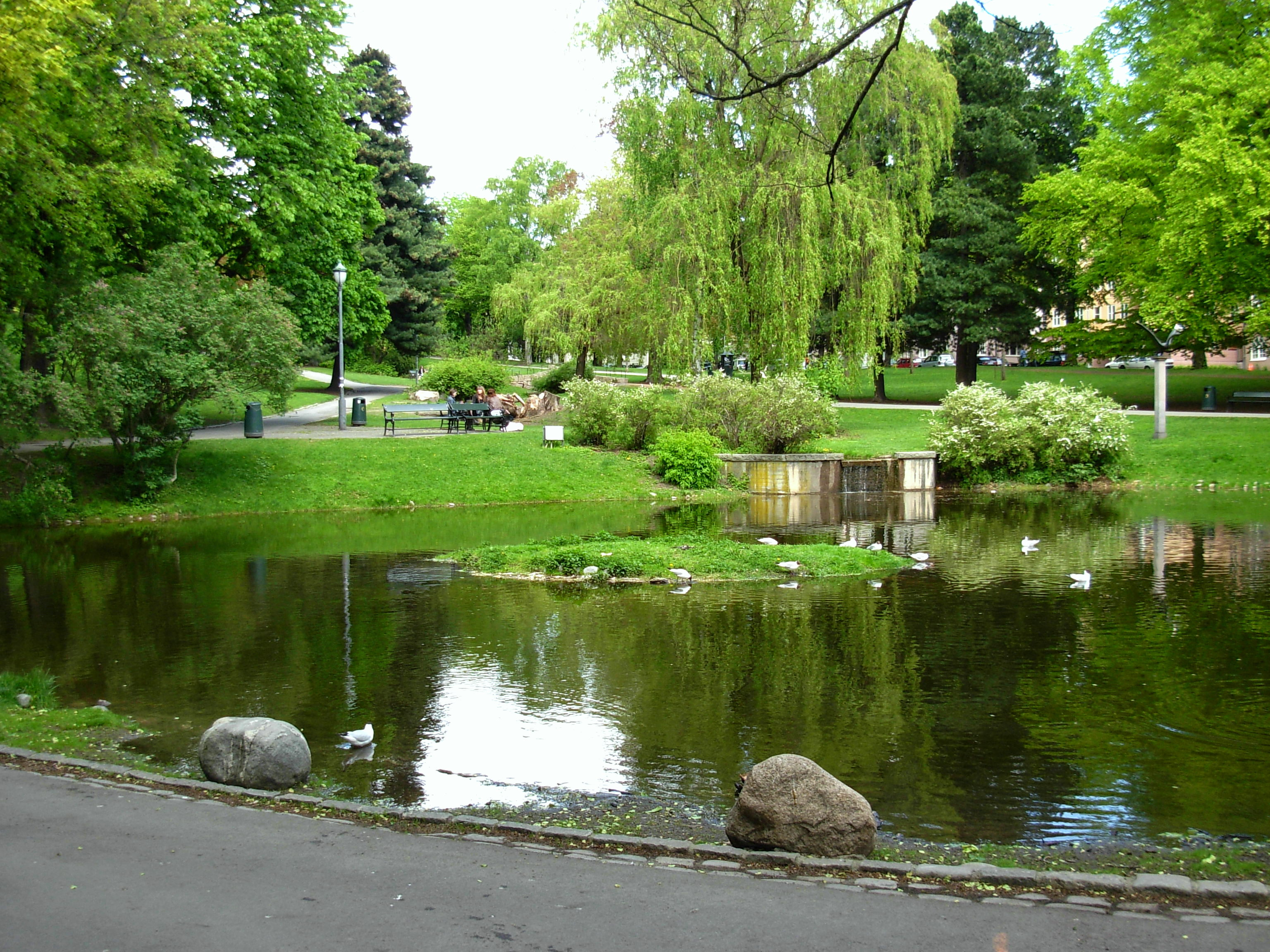
El parc de St. Hanshaugen

Oslo (amb la veïna Sandvika-Asker) té forma de ferradura en les ribes de l'extrem nord del fiord d'Oslo i limita majoritàriament amb pujols i boscos. Com a resultat, qualsevol punt dins de la ciutat és relativament a prop del bosc. Hi ha dos grans boscos que voregen la ciutat: l'Østmarka (literalment 'bosc de l'est', en el perímetre oriental de la ciutat), i el molt gran Nordmarka (literalment 'bosc del nord', que s'estén des del perímetre nord de la ciutat a l'interior del país).
El municipi inclou vuit piscines públiques. Tøyenbadet és la instal·lació de piscines cobertes més gran d'Oslo i una de les poques a Noruega que ofereixen una piscina principal de 50 metres. La piscina exterior Frognerbadet també té el rang de 50 metres.

## Cultura

### Educació

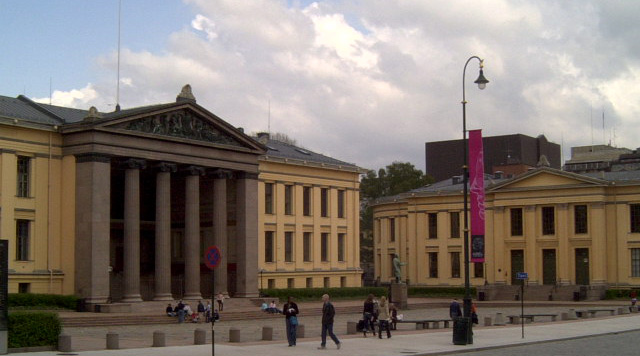
La facultat de Dret de la Universitat d'Oslo

Oslo és la principal ciutat en oferta educativa de tota Noruega. És seu de diverses institucions d'educació superior, principalment públiques, que cobreixen la majoria dels camps professionals. La Universitat d'Oslo (Universitetet i Oslo) és la universitat més gran de Noruega (amb prop de 30.000 estudiants i 4.600 treballadors), la més antiga (fundada el 1811) i la de més prestigi. Imparteix carreres en les àrees següents: ciències socials, humanitats, ciències medicobiològiques i matemàtiques, a més d'impartir la llicenciatura en educació.
No obstant això, és el Col·legi Universitari d'Oslo (Høgskolen i Oslo, abreujat HIO), una institució de caràcter regional, el que té l'oferta més gran d'estudis professionals. És el col·legi universitari públic més gran de Noruega amb més de 11.000 estudiants. En la branca de les arts, Oslo és líder al país amb l'Acadèmia Nacional d'Arts, que se subdivideix en les facultats de disseny, art dramàtic i arts visuals. També té l'Escola Superior Nacional de Música.

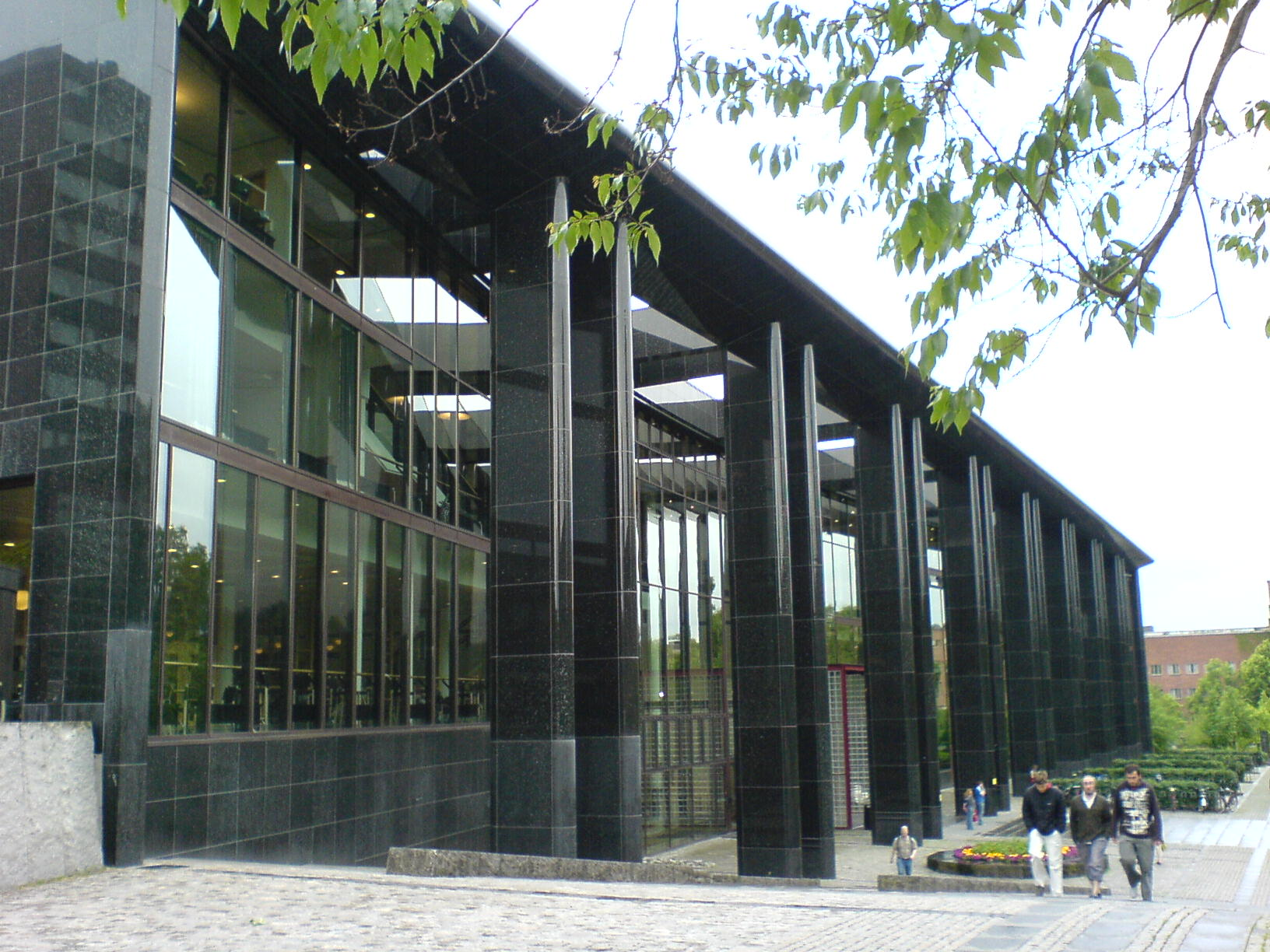
Biblioteca de la Universitat d'Oslo

Altres instituts públics importants a escala nacional són els col·legis universitaris especialitzats: el de Veterinària, el d'Educació Física, el d'Arquitectura i Disseny (un dels tres instituts d'arquitectura del país), i el de Policia (un dels dos campus, l'altre és a Bodø); tots amb cursos de grau i postgrau, mentre que el de veterinària ofereix a més estudis tècnics. Hi ha també l'Institut de Defensa, amb el seu únic campus a nivell nacional.
Entre les institucions privades destaca el campus de l'Escola Superior de Comerç BI, que és l'institut superior privat més gran de Noruega i un dels més grans quant a comerç d'Europa amb una matrícula de 18.700 estudiants. Una altra és el campus del Col·legi Rudolf Steiner, dedicat a l'ensenyament de la pedagogia Waldorf. Algunes escoles més són de caràcter religiós, dedicades a formar catequistes, diaques i pastors, però també ofereixen estudis sobre infermeria, salut, treball social i teràpia ocupacional. Entre elles es pot esmentar el Col·legi Universitari Diakonhjemmet, dirigit per l'Església de Noruega.

### Museus i galeries

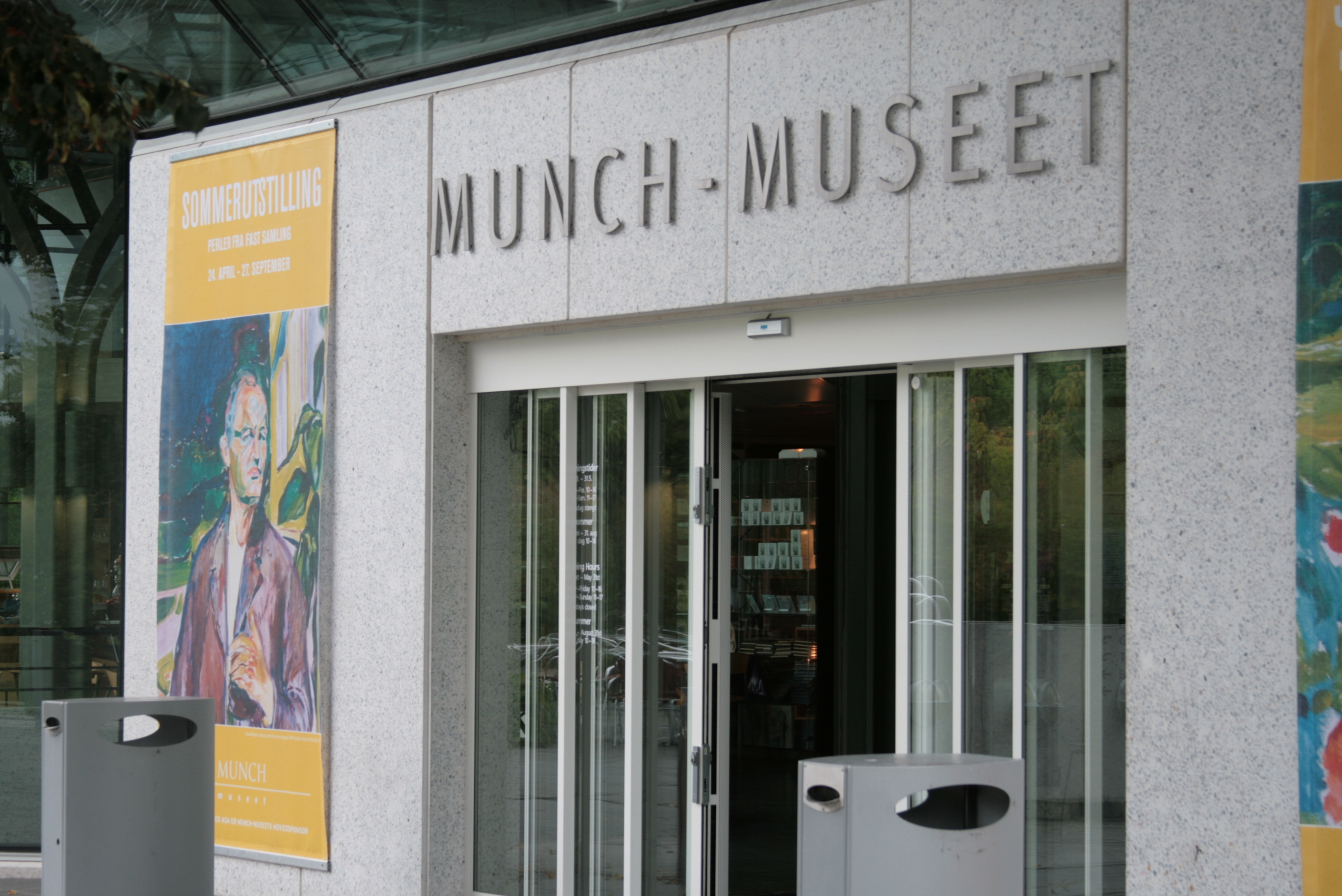
El Museu Munch

En algunes cases d'Oslo hom troba diversos museus i galeries. El Museu Munch conté El crit i altres obres d'Edvard Munch, que va donar tota la seva obra a la ciutat després de la seva mort. 50 museus diferents es troben al voltant de la ciutat. El Folkemuseet està situat a la península de Bygdøy i està dedicat a l'art folklòric, la cultura sami i la cultura vikinga. El museu a l'aire lliure conté 155 autèntics edificis antics de totes les parts de Noruega, incloent una església de fusta. El Museu Vigeland es troba al gran parc Frogner, és de lliure accés i conté més de 212 escultures de Gustav Vigeland incloent un obelisc i la Roda de la vida. Una altra escultura popular és Sinnataggen, un nen donant un cop de peu amb fúria. Aquesta estàtua és coneguda com una icona de la ciutat. Hi ha també un parc enjardinat amb obres d'artistes noruecs i diversos d'internacionals, com ara de Salvador Dalí.

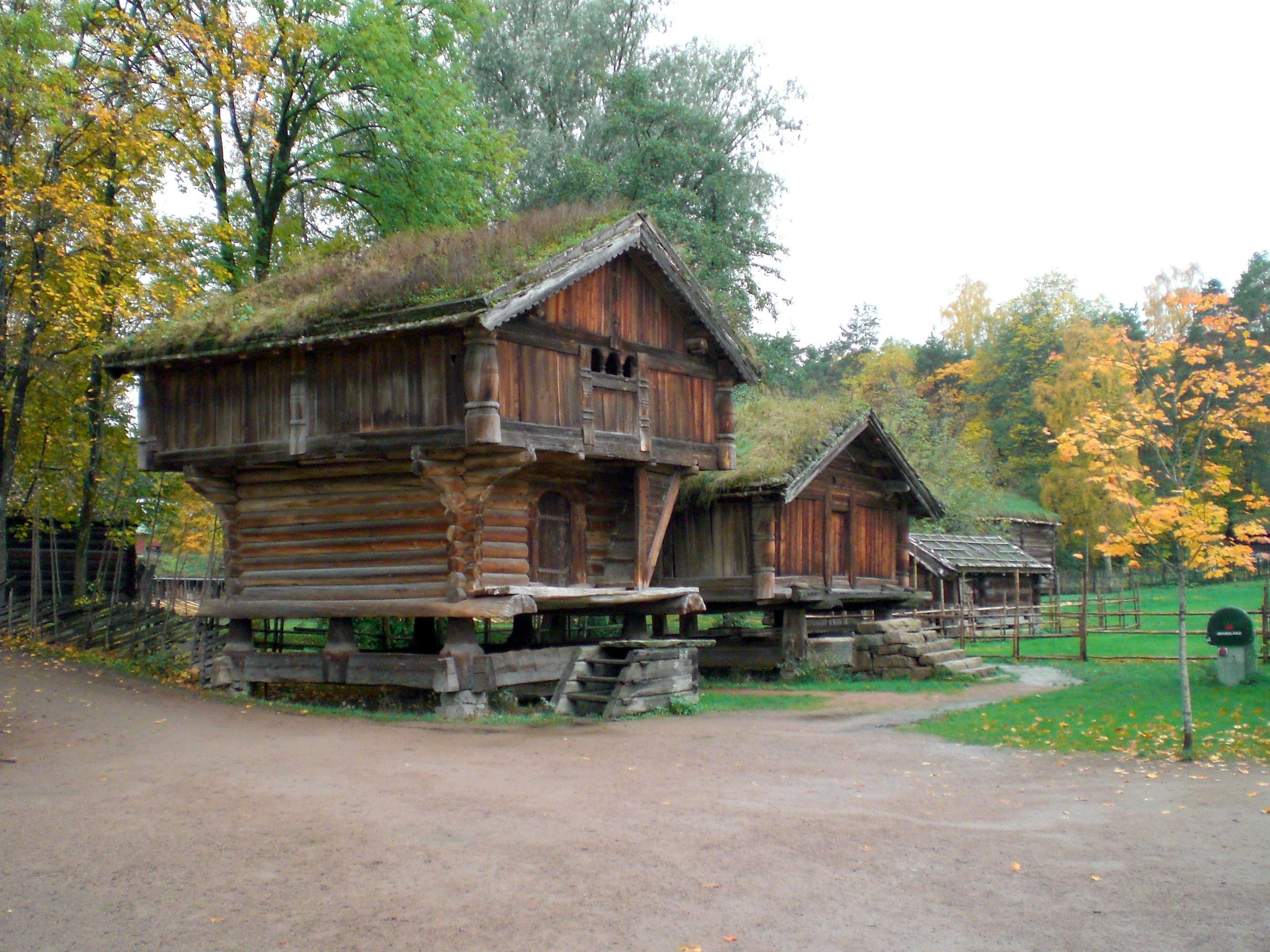
Edificis històrics del Museu del Poble Noruec (Norsk Folkemuseum)

El Museu de vaixells vikings té tres vaixells vikings trobats a Oseberg, Gokstad i Tune i diversos altres articles únics de l'era dels vikings. El Museu de la ciutat d'Oslo manté una exposició permanent sobre les persones a Oslo i la història de la ciutat. Les cases de Kon-Tiki Museum Kontiki i RA2 de Thor Heyerdahl.
El Museu Nacional té, conserva, exhibeix i promou el coneixement públic sobre la col·lecció d'art més gran de Noruega. El museu no sols mostra exposicions permanents de col·leccions d'obres, sinó també exposicions temporals. Altres museus i galeries importants són la Galeria Nacional, el Museu d'Art Contemporani, el Museu Nacional, el Museu d'Arts Decoratives i el Museu Nacional d'Arquitectura. El nou Museu Nacional d'Oslo es construirà els propers 10 anys i l'edifici s'ubicarà a Vestbanen darrere del Centre Nobel de la Pau. El Centre Nobel de la Pau és una organització independent inaugurada l'11 de juny de 2005 pel rei Harald V com a part de les celebracions pel centenari de Noruega com a país independent. L'edifici alberga una exposició permanent, i s'amplia cada any quan s'anuncia un nou premi Nobel de la Pau, que conté la informació de tots els guanyadors de la història.

### Música

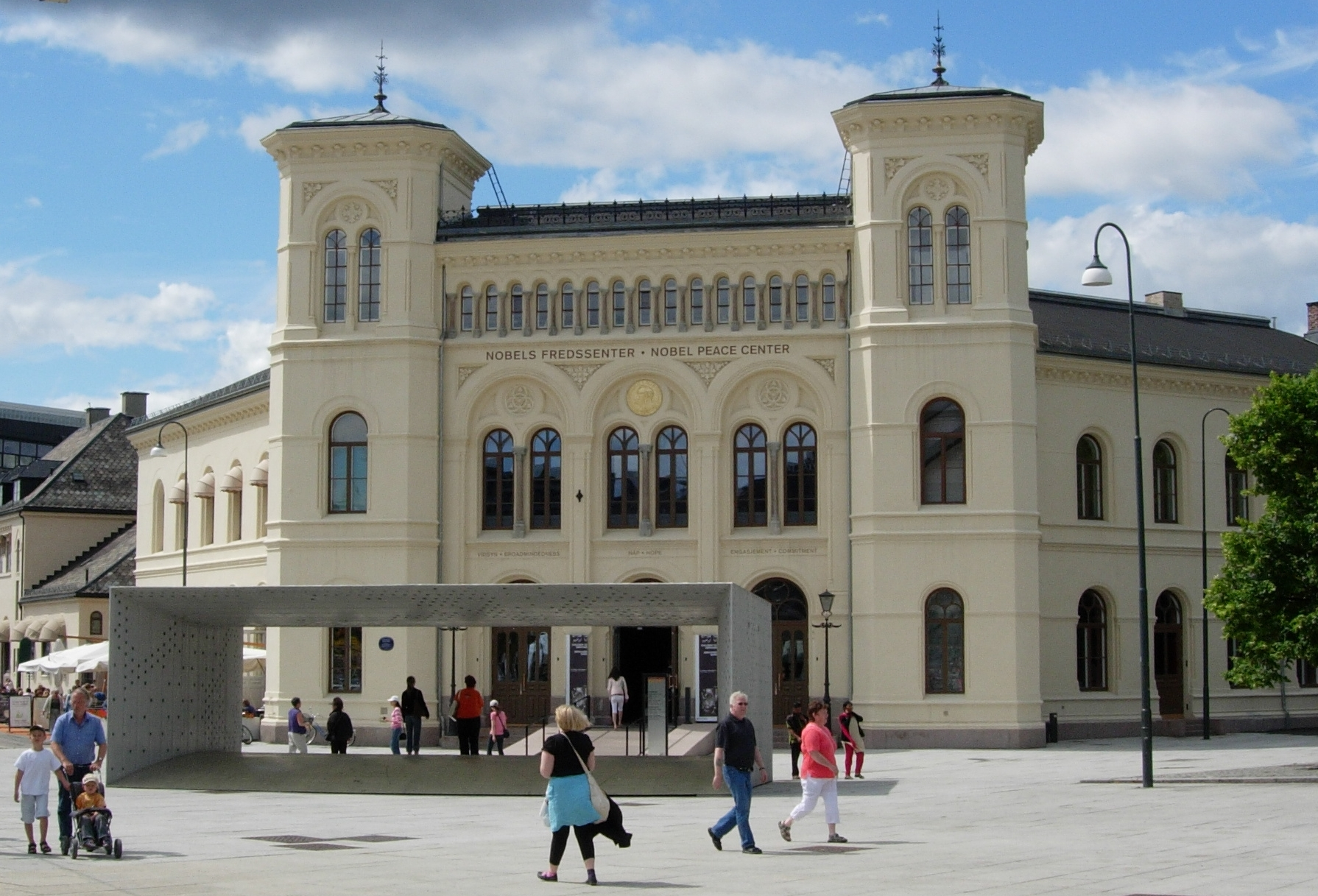
Centre Nobel de la Pau

A Oslo es duen a terme un gran nombre de festivals, com el Festival de Jazz d'Oslo, un festival de jazz de sis dies que se celebra anualment a l'agost des de 1986. El festival de rock d'Oslo és l'Øyafestivalen, o simplement "l'Øya". Aquest festival atrau unes 60.000 persones al parc medieval a l'est d'Oslo i té una durada de quatre dies.

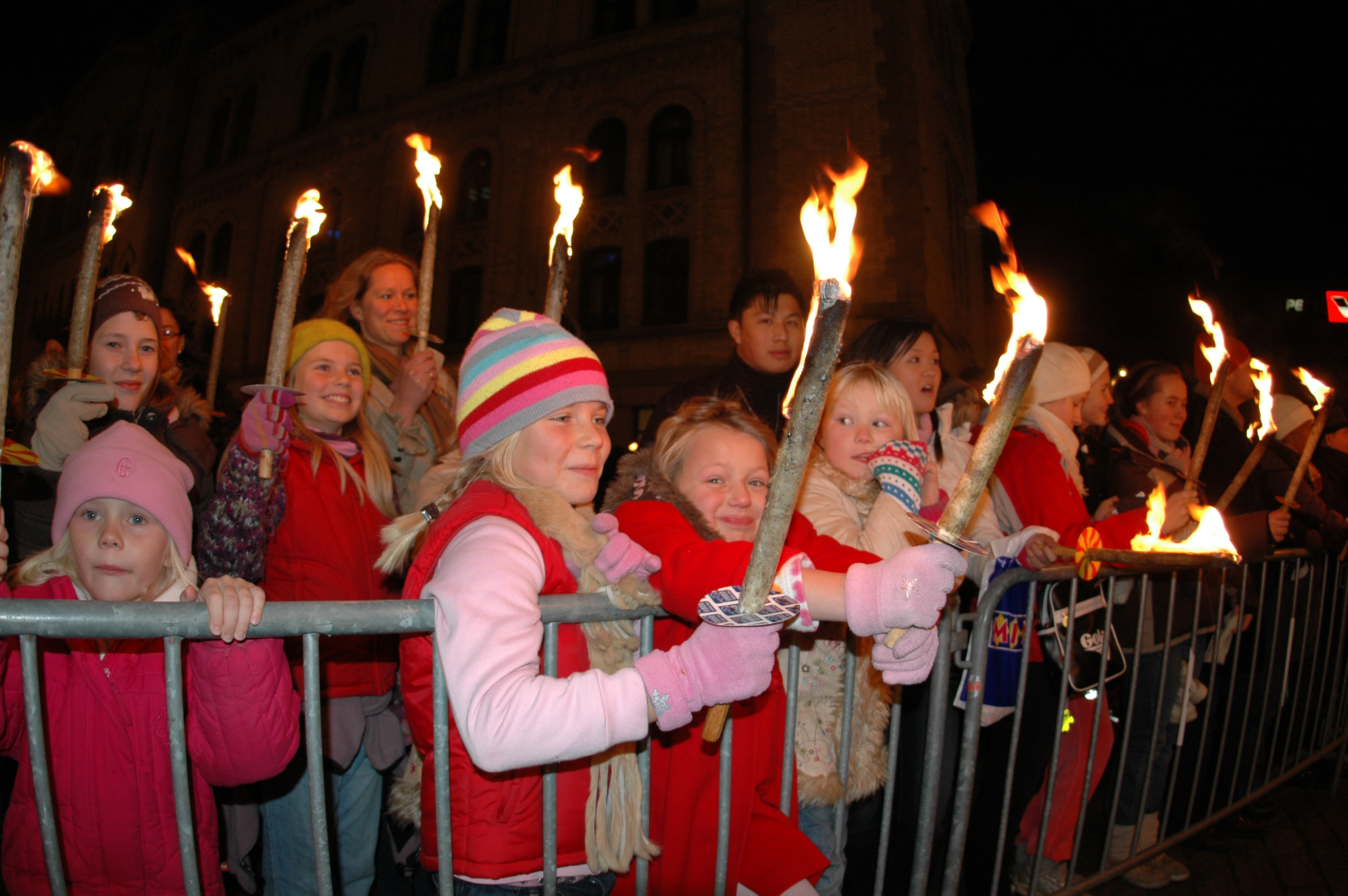
Uns quants noruecs reunits per veure el Premi Nobel de la Pau concedit a Muhammad Yunus el 2006

El Festival Internacional de Música Sacra d'Oslo se celebra anualment des del 2000. El Festival Mundial de Música d'Oslo mostra cantants que són estrelles al seu país, però desconeguts a Noruega. El Festival de Música de Cambra d'Oslo es duu a terme l'agost de cada any i cambres i solistes de nivell mundial es reuneixen a Oslo per actuar en aquest festival. El Festival del Rock Noruec es duu a terme cada mes de juny a Oslo.
La cerimònia de lliurament del Premi Nobel de la Pau està encapçalada per l'Institut; el lliurament de premis es duu a terme anualment a l'Ajuntament el 10 de desembre. Tot i que la Lapònia està molt lluny de la capital, el Museu Noruec d'Història Cultural celebra el Dia Nacional Sami amb un seguit d'activitats i entreteniment.
Oslo ha acollit el Festival d'Eurovisió en dues ocasions.

### Arts escèniques

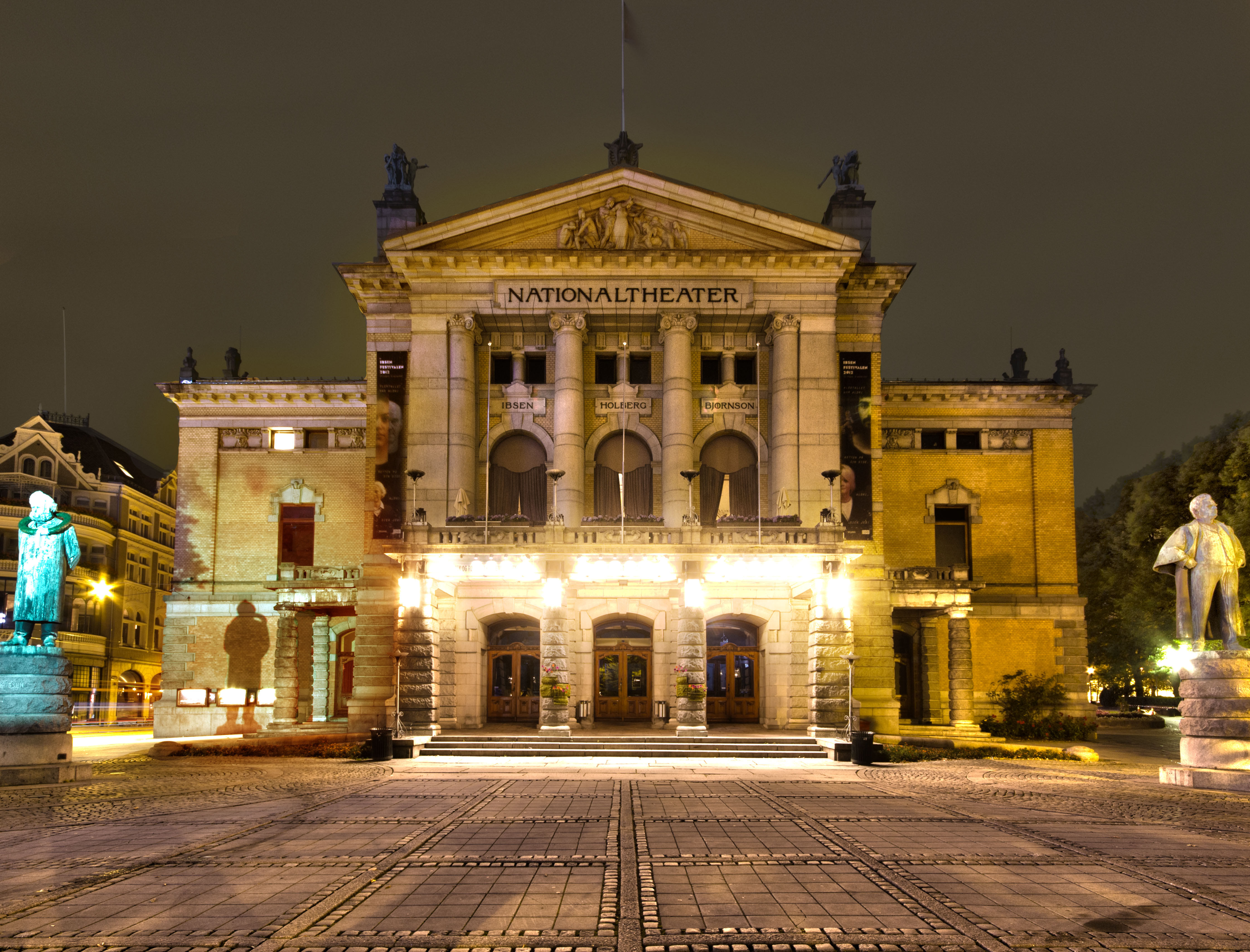
El Teatre Nacional és el teatre més gran de Noruega

Oslo alberga més de 20 teatres, i els més importants són el Teatre de Noruega i el Teatre Nacional ubicat al carrer de Karl Johan. El Teatre Nacional és el teatre més gran de Noruega i està situat entre el palau Reial i l'edifici del parlament, l'Stortinget. Els noms de Ludvig Holberg, Henrik Ibsen i Bjørnstjerne Bjørnson estan gravats a la façana de l'edifici sobre l'entrada principal. Aquest teatre representa els actors i escriptors del país, però els compositors, cantants i ballarins es representen a l'acabada d'obrir Òpera d'Oslo, situada a Bjørvika. L'Òpera va ser inaugurada el 2008 i és un punt de referència nacional, dissenyada per l'estudi d'arquitectura noruec Snøhetta. La formen dues cases, juntament amb 2.000 seients. L'edifici va costar 500 milions d'euros, es va trigar cinc anys a construir i és conegut per ser la primera Òpera del món en què la gent pot estar dreta al sostre de l'edifici.

### Literatura
La majoria dels grans escriptors noruecs han viscut a Oslo durant algun període de la seva vida. Per exemple, l'escriptora guanyadora del Premi Nobel Sigrid Undset va créixer a Oslo, i va descriure la seva vida allí en la novel·la autobiogràfica Elleve år (1934; traduït com Els anys més llargs; Nova York, 1971).
El dramaturg Henrik Ibsen és probablement l'escriptor noruec més famós. Ibsen va escriure obres com Hedda Gabler, Peer Gynt, Casa de nines i La dama del mar. El projecte Cotitzacions Ibsen acabat el 2008 és una obra d'art que consisteix en 69 cites que va fer Ibsen en lletres d'acer inoxidable que s'han establert a les voreres de granit dels carrers cèntrics de la ciutat.
En els últims anys, novel·listes com Lars Christensen Saabye, Tove Nilsen, Jo Nesbø i Roy Jacobsen han descrit la ciutat i la seva gent en les seves novel·les. En la literatura d'Oslo de principis del segle xx destaquen els poetes Rudolf Nilsen i André Bjerke.

## Societat

### Mitjans de comunicació

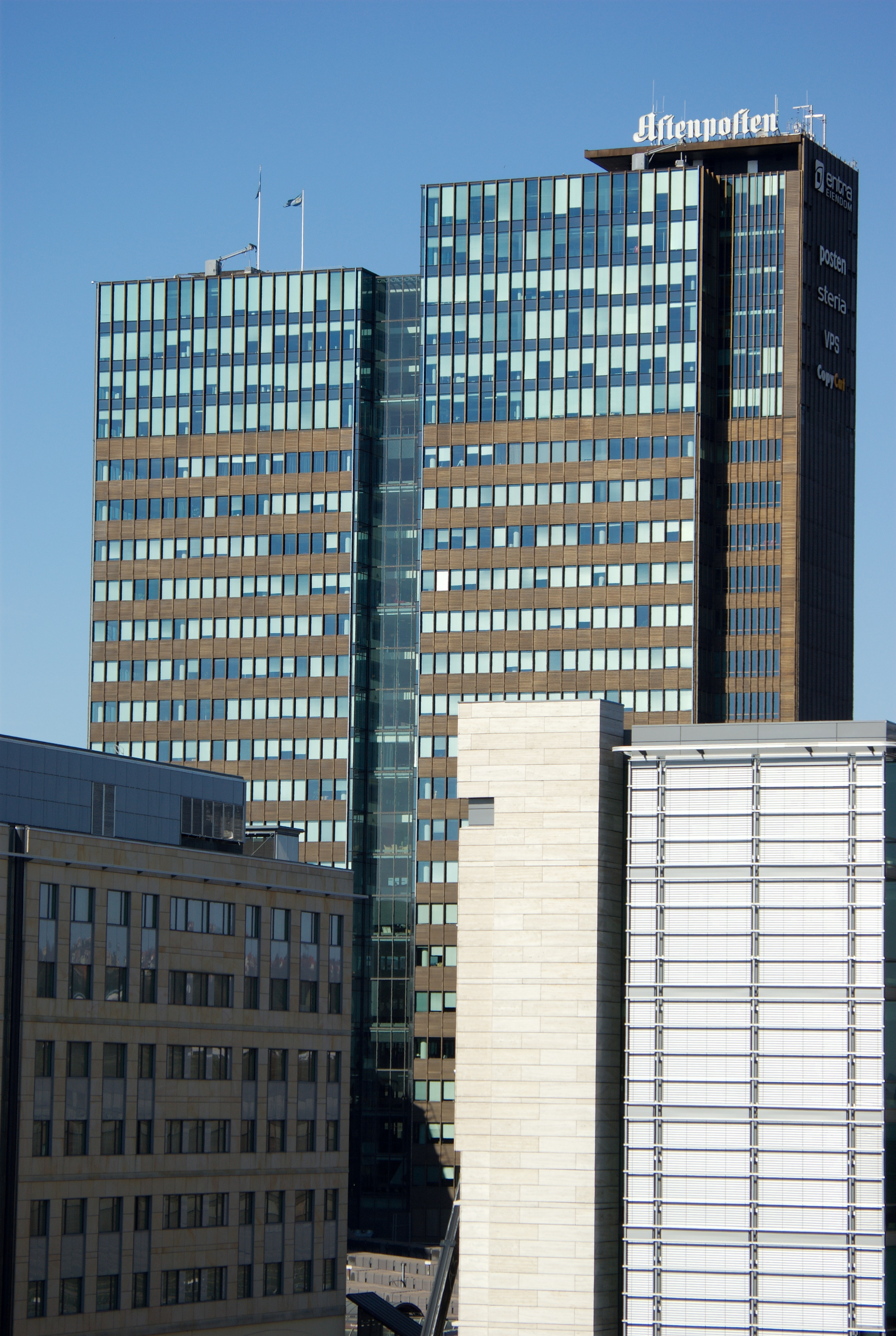
La seu de l'Aftenposten al carrer d'Aker

El principal diari d'Oslo és l'Aftenposten, però també se'n publiquen uns quants més, com ara el Verdens Gang. L'oficina principal de l'empresa de radiodifusió nacional NRK és situada a Marienlyst, a Oslo, a prop de Majorstuen, i NRK també té serveis regionals en ràdio i televisió. TVNorge (TV Noruega) també es troba a Oslo, mentre que la TV 2 (a Bergen) i TV3 (amb seu a Londres) tenen sucursals al centre d'Oslo. També hi ha una varietat de publicacions especialitzades i empreses de mitjans més petits. Una sèrie de revistes es produeixen a Oslo. Les dues empreses dominants són Aller Media i Hjemmet Mortensen AB.

### Esports
Oslo va ser la seu dels Jocs Olímpics d'Hivern de 1952 i, a excepció de les proves de descens, realitzades a les muntanyes Norefjell, totes les competicions es van celebrar dins dels límits de la ciutat. Les cerimònies d'obertura i clausura es van realitzar a l'estadi Bislett, que en èpoques recents s'ha tornat més conegut per les seves competicions internacionals d'atletisme, conegudes com els jocs de Bislett, que formen part de la Lliga d'Or d'atletisme.
L'àrea d'Holmenkollen ha allotjat diversos campionats d'esquí nòrdic i de biatló des de 1930 i la seva competició de salt és la més antiga del món, ja que se celebra des del 1892. Holmenkollen va ser seleccionada per a ser novament la seu del Campionat Mundial d'Esquí Nòrdic del 2011.
Als mesos d'estiu, el port es converteix en comptes de competicions per a diversos esdeveniments marítims, inclosa la sortida d'una gran regata de vela que atrau anualment a 1.000 embarcacions competidores, i una carrera d'embarcacions motoritzades pertanyent a la classe 1 del circuit d'offshore.

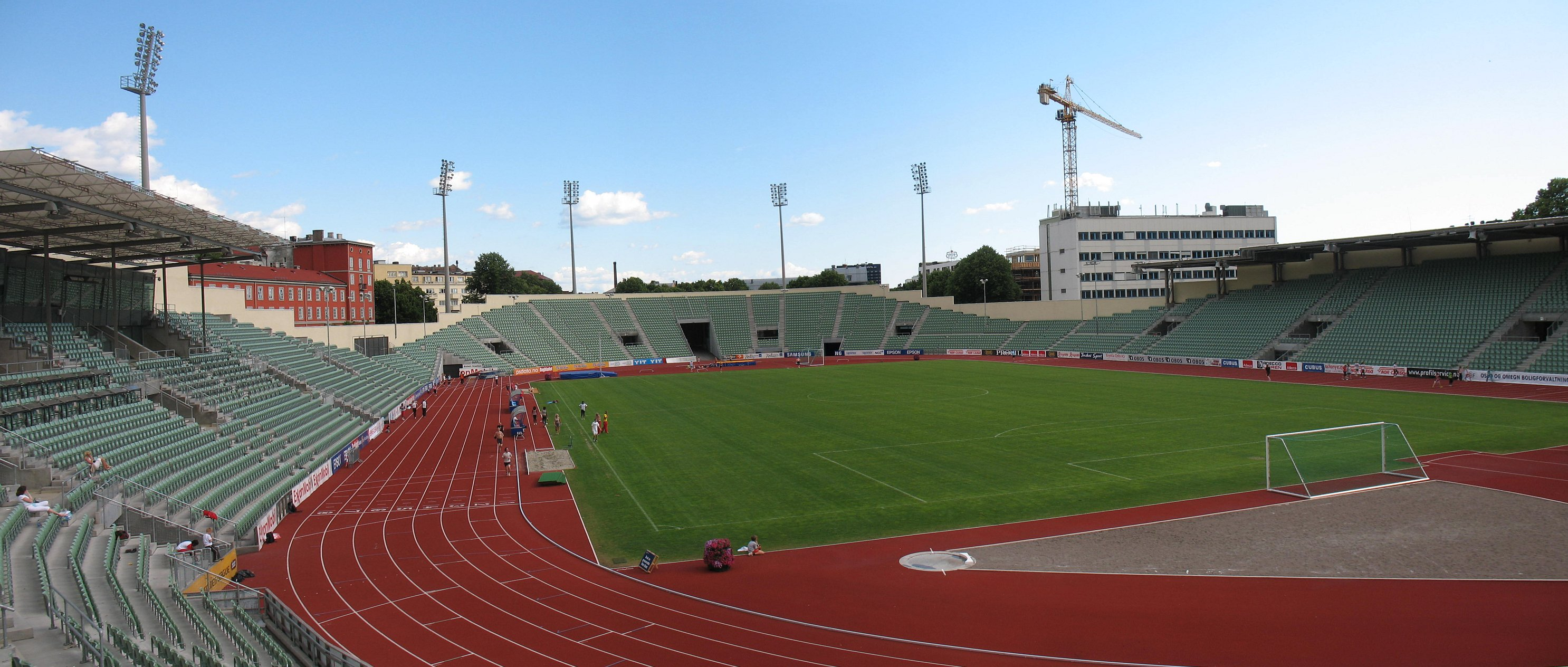
L'estadi Bislett, seu dels Jocs Bislett d'atletisme.

Dos clubs de futbol d'Oslo, el Vålerenga i el Lyn participen en la Tippeligaen de Noruega, la màxima categoria del futbol al país. Tots dos tenen com a seu l'Ullevaal Stadion, construït el 1926 i ampliat i modernitzat el 1998. És l'estadi de futbol més gran de Noruega, usat habitualment per als partits de la selecció nacional.
Oslo és també seu de la Norway Cup, el campionat juvenil de futbol més gran del món, en el qual hi participen anualment delegacions de països dels cinc continents.
Des de 2005, Oslo compta amb el seu primer equip professional de lacrosse, l'Oslo Lacrosse.
Quant a hoquei sobre gel, Oslo compta amb dos clubs a la lliga superior, el Vålerenga Ishockey i el Furuset I.F. El primer va ser guanyador del torneig de copa i de lliga el 2007. El patinatge de velocitat es realitza a la pista de la Vall Hovin, que a l'estiu acull concerts de música a l'aire lliure.

### Seguretat i policia

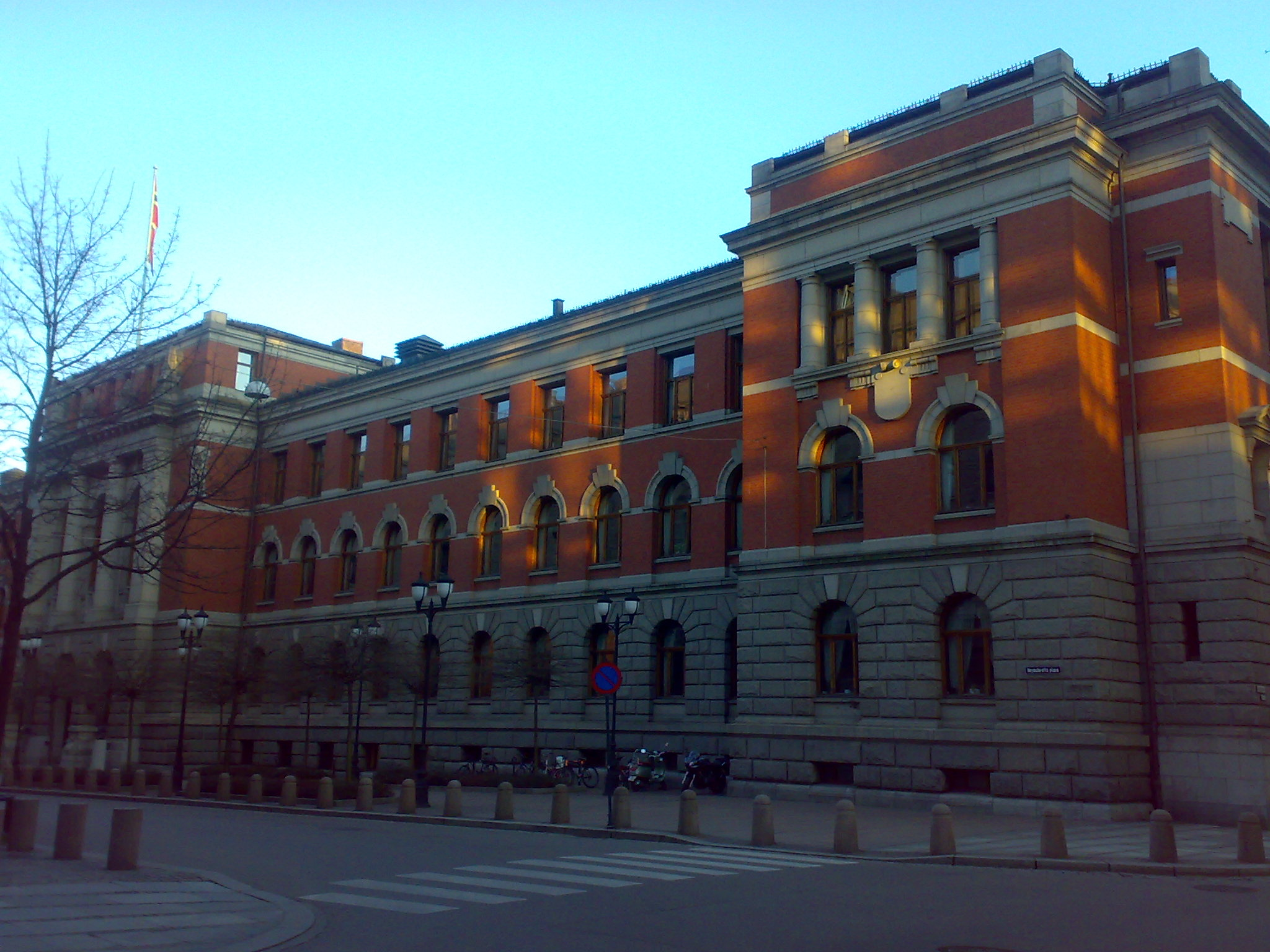
Tribunal Sumprem Noruec

El districte policial d'Oslo és el districte policial més gran de Noruega amb més de 2.300 empleats. Més de 1.700 dels quals són oficials de policia, amb prop de 140 advocats de policia i 500 empleats civils. El districte compta amb cinc estacions de policia situades al voltant de la ciutat a Granland, Sentrum, Stovner, Majorstuen i Manglerud. El Servei Nacional d'Investigació Criminal es troba a Oslo, que és una divisió especial de la policia noruega sota la NMJP. El Servei de Seguretat de la Policia Noruega també es troba al districte d'Oslo. Aquest servei és una agència de seguretat que es va establir el 1936 i és un dels organismes no secretes de Noruega.
La policia d'Oslo va declarar que la ciutat d'Oslo és una de les més segures d'Europa, però les estadístiques han mostrat que la delinqüència a Oslo va en augment, i alguns mitjans de comunicació han informat que hi ha quatre vegades més robatoris i furts a Oslo que a la ciutat de Nova York, per exemple. De fet, la policia d'Oslo rep més de 15.000 informes de furts anualment. Aproximadament el 0,8% dels casos es resolen.
El 22 de juliol de 2011, Oslo va ser l'escenari d'un dels dos atacs terroristes: el bombardeig de les oficines del govern d'Oslo.

### Medi ambient

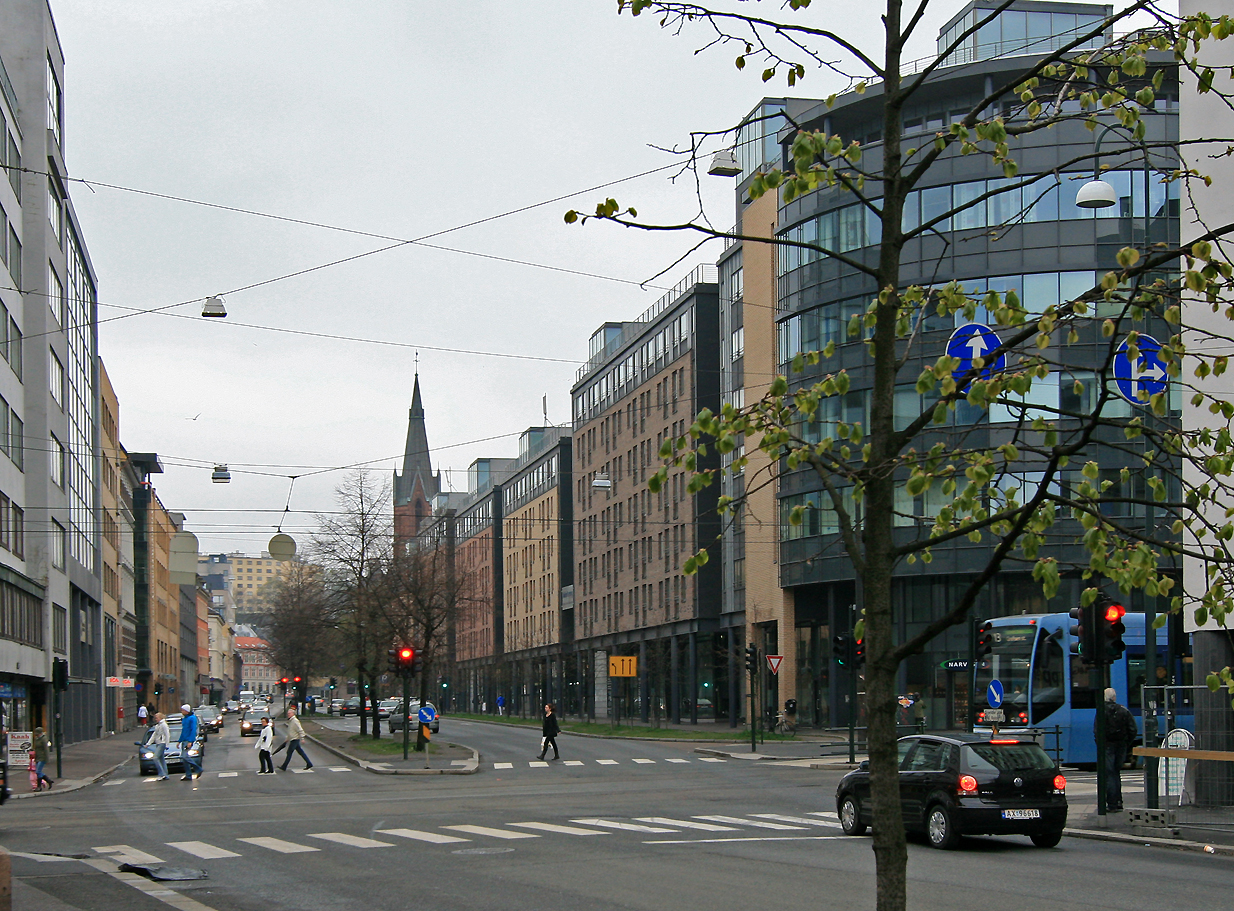
Els nombrosos arbres, parcs i jardins fan de la ciutat una de les més netes d'Europa

Oslo és una ciutat compacta. És fàcil moure's en transport públic i es pot anar en bicicleta per tota la ciutat, podent-se llogar bicis per tot el centre de la ciutat. El 2003, Oslo va rebre el Premi Europeu de la Ciutat Sostenible i el 2007 la ciutat va quedar segon en el rànquing de ciutats més verdes i més habitables del món.

## Transports
Oslo té el sistema de transport públic més extens de Noruega, gestionat per Ruter. El sistema inclou sis línies del metro d'Oslo, sis línies del tramvia d'Oslo, i vuit línies de la rodalia d'Oslo.

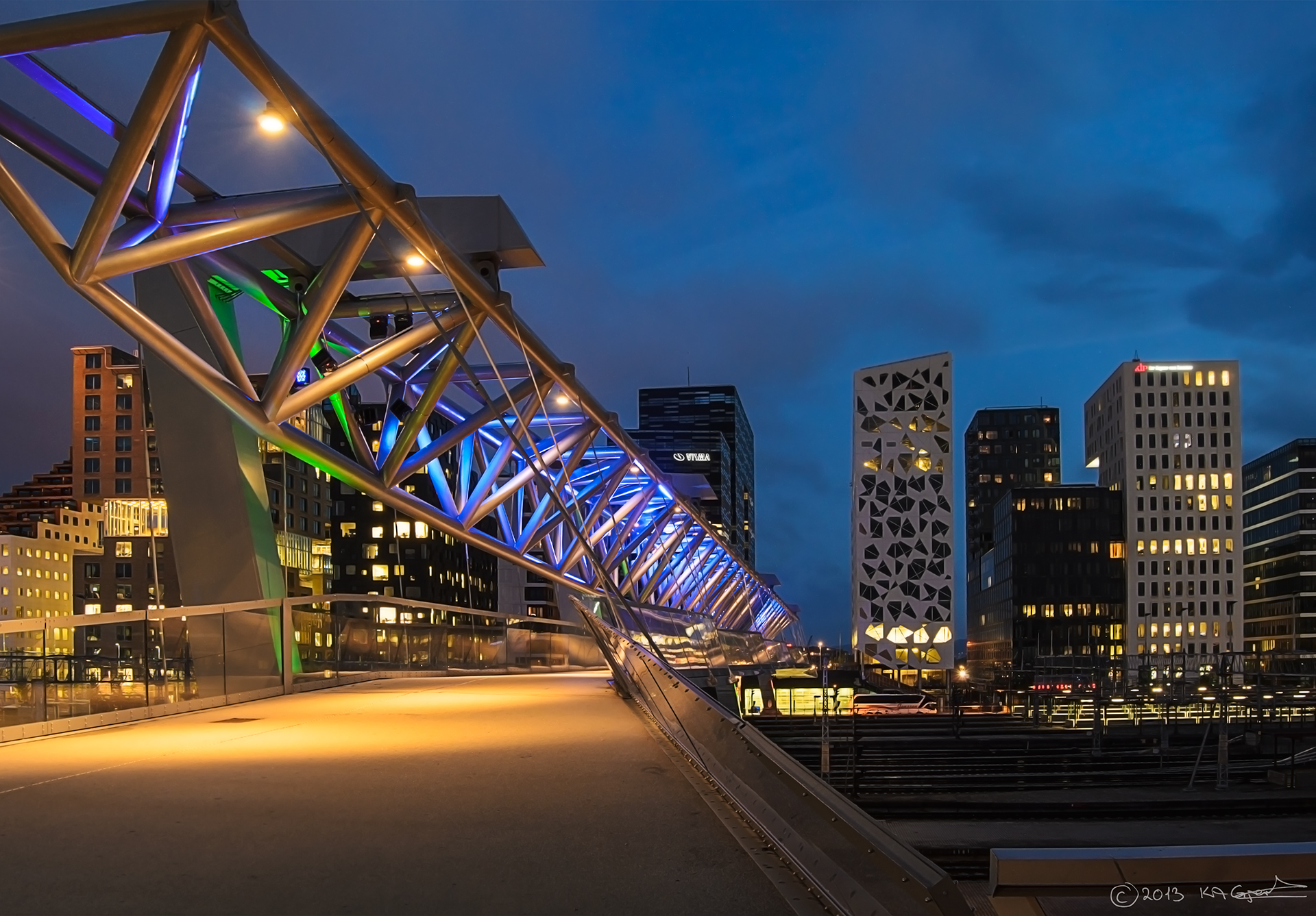
L"Akrobaten", un pont que passa sobre l'Estació Central d'Oslo.

L'Estació Central d'Oslo actua com l'eix central i ofereix serveis ferroviaris a la majoria de les ciutats importants del sud de Noruega, i també en d'altres com Estocolm i Göteborg a Suècia. El tren exprés d'alta velocitat de l'aeroport opera al llarg de la línia de Gardermoen. La línia de Drammen s'executa al centre de la ciutat, al túnel d'Oslo. Algunes de les illes de la ciutat i el municipi veí de Nesodden estan connectats per ferri. Els serveis diaris de ferri-creuer operen a Copenhaguen i a Frederikshavn a Dinamarca, i a Kiel a Alemanya.
Moltes de les autopistes passen pel centre i altres parts de la ciutat pels túnels. La construcció de les carreteres es recolza parcialment a través dels peatges. Les principals autopistes que travessen Oslo són les rutes europees E06 i E18. Hi ha tres circumval·lacions, sent els carrers la més interior i l'anell 3 la més externa, que és una autopista.
L'aeroport principal que serveix la ciutat és l'aeroport de Gardermoen, situat a Ullensaker, a 47 quilòmetres del centre de la ciutat d'Oslo. Actua com la principal porta d'entrada internacional a Noruega, i és el sisè aeroport domèstic més gran d'Europa. Gardermoen és el centre de Scandinavian Airlines, Norwegian Air Shuttle i Widerøe. Oslo també és servida per dos aeroports secundaris, que serveixen algunes companyies de baix cost, com Ryanair: l'aeroport de Rygge i l'aeroport de Torp.
Aeroports en l'àrea d'Oslo:
|  | Aeroport   | IATA/ICAO | Passatgers (2013) |
|  | ---------- | --------- | ----------------- |
|  | Gardermoen | OSL/ENGM  | 22,956,540        |
|  | Torp       | TRF/ENTO  | 1,856,897         |
|  | Rygge      | RYG/ENRY  | 1,849,294         |

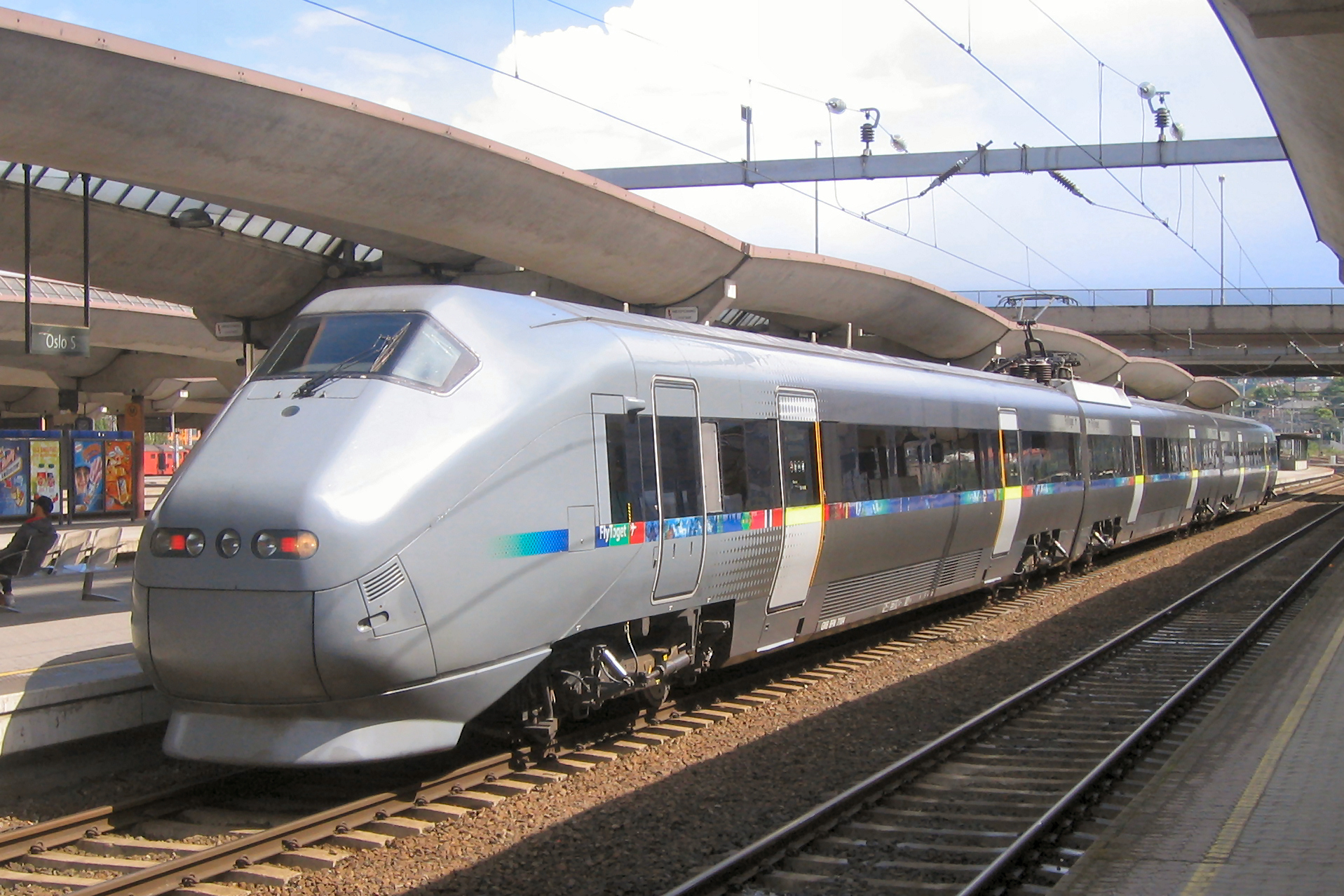
Flytoget (Tren exprés de l'aeroport); el tren d'alta velocitat que connecta la ciutat amb el seu aeroport principal, l'Aeroport d'Oslo-Gardermoen.
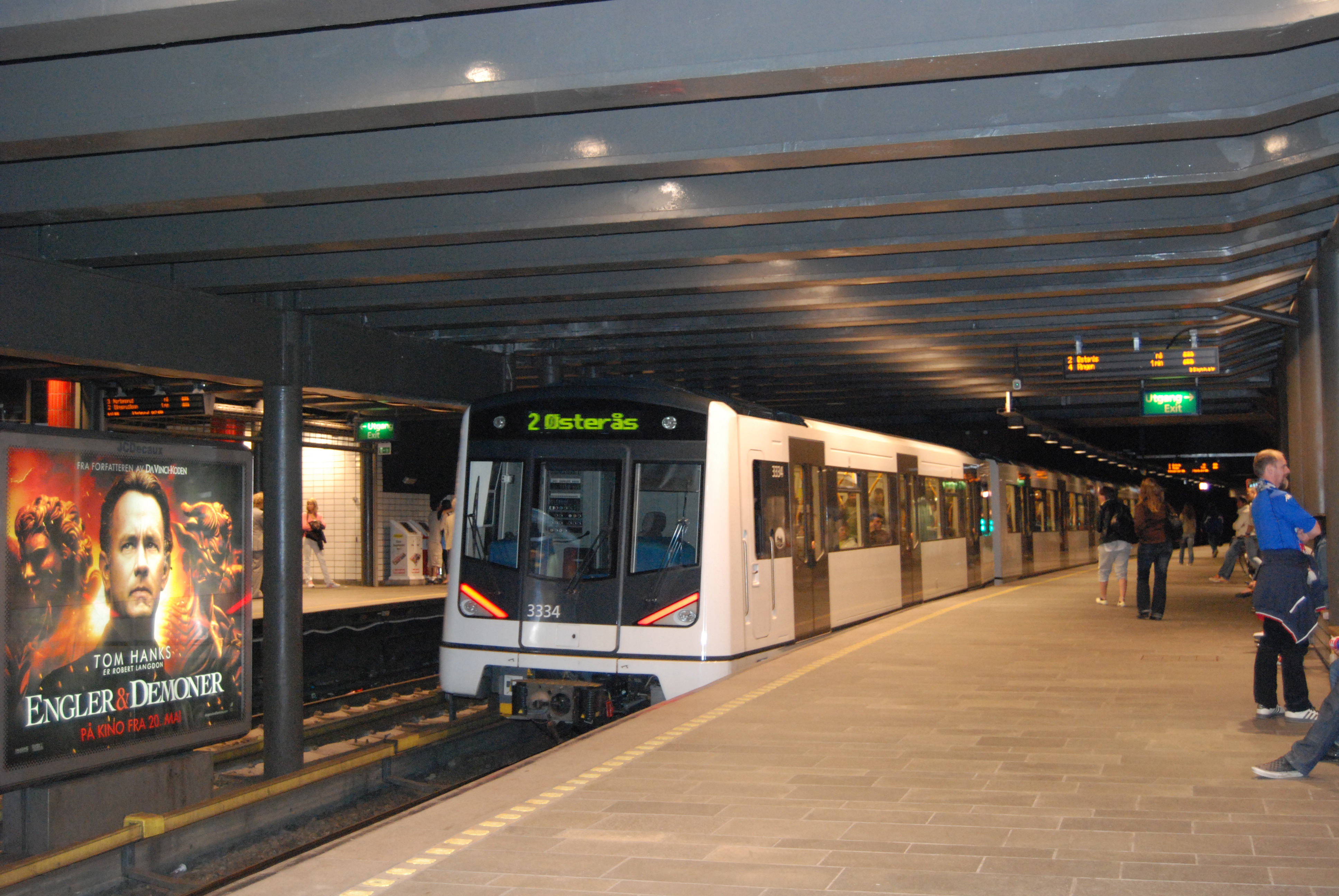
Tren arribant a una estació del metro d'Oslo.
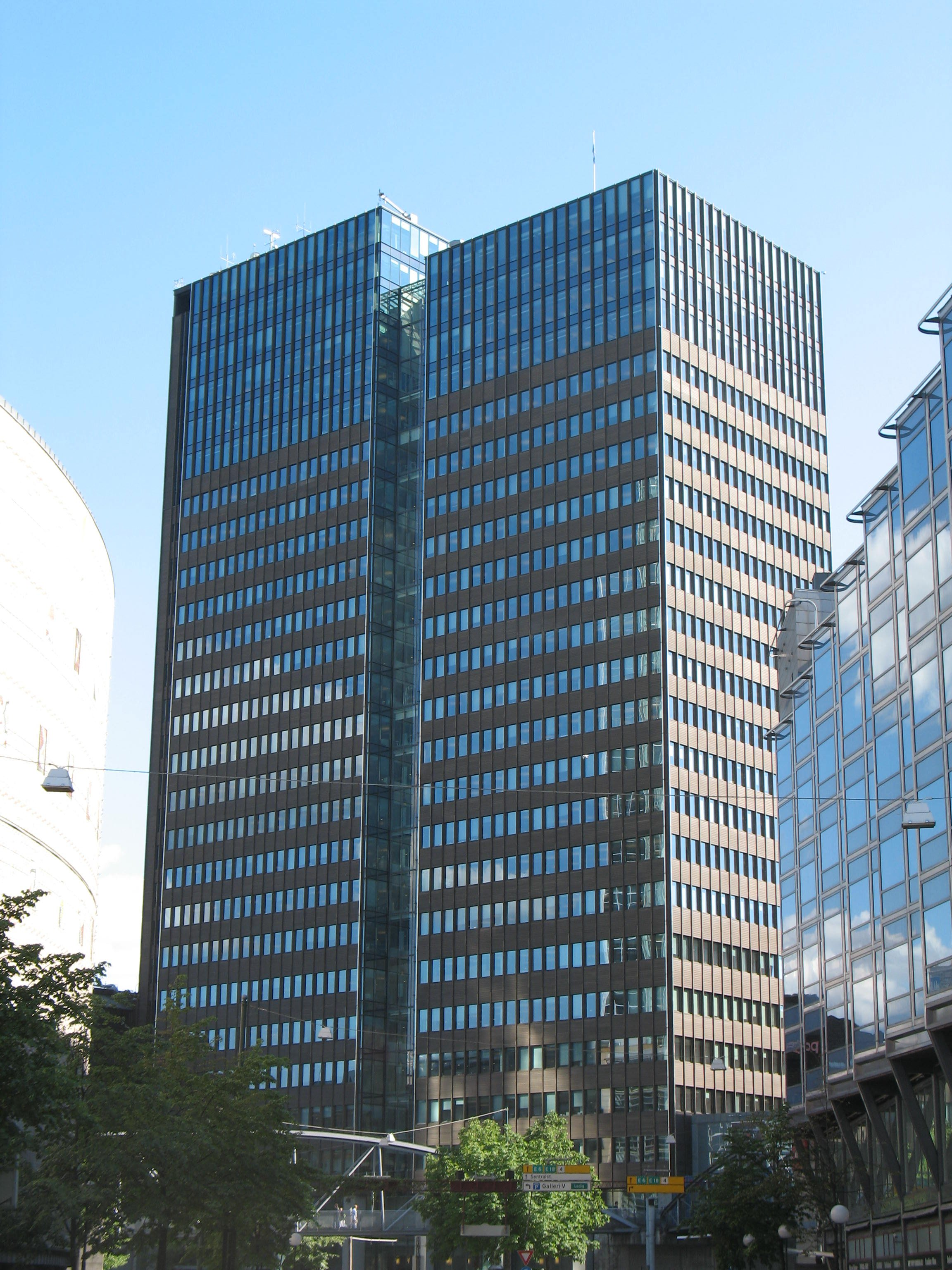
L'edifici Postgirobygget a l'Estació Central d'Oslo.
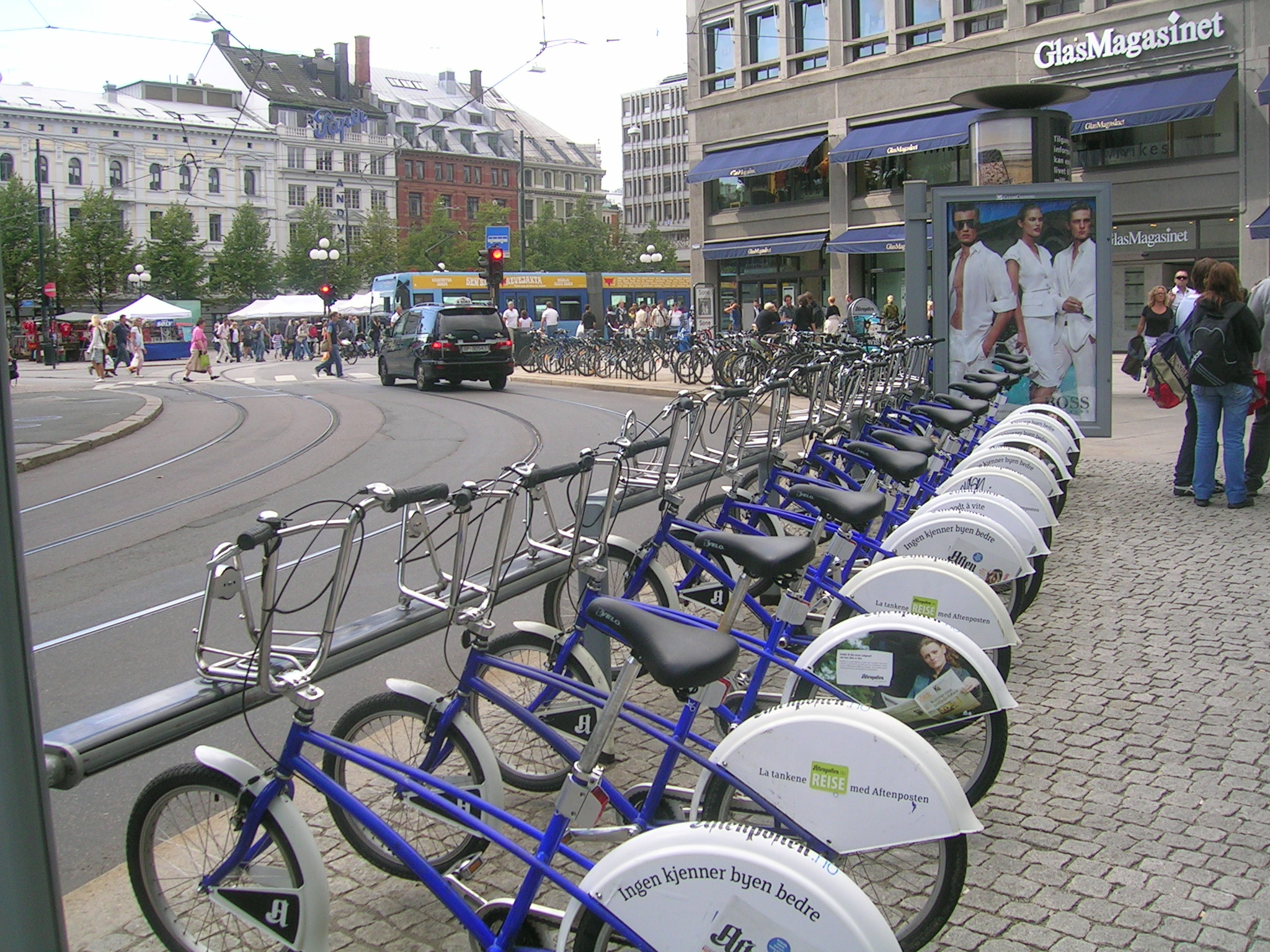
Una estació de lloguer de bicicletes al centre de la ciutat.

## Osloïtes il·lustres
Categoria principal: Osloïtes
- Sigrid Undset, escriptora.
- Jens Stoltenberg, exprimer ministre.
- Kjetil André Aamodt, esquiador alpí.
- Vilhelm Bjerknes, meteoròleg.
- Gro Harlem Brundtland, política.
- Sandra Droucker, pianista i pedagoga.
- Ragnar Frisch, economista, Premi Nobel d'Economia de 1969.
- Johan Galtung, sociòleg, fundador dels estudis per a la pau i resolució de conflictes.
- Sonja Henie, patinadora noruega i actriu.
- Eva Joly, magistrat.
- Henrik Ibsen, dramaturg, director de teatre i poeta.
- Edvard Munch, pintor.
- Fridtjof Nansen, explorador polar, científic, diplomàtic, premi Nobel.
- Jo Nesbø, escriptor i músic.
- Lars Onsager, físic, premi Nobel.
- Knut Johannesen, patinador de velocitat.
- Trygve Lie, 1r Secretari General de les Nacions Unides.
- Grete Waitz, corredora de marató.
- Gustav Vigeland, escultor.
- Rikard Nordraak., compositor de música clàssica.
- Johan Selmer, compositor de música clàssica.
- Odd Hassel, físic i químic, Premi Nobel de Química de l'any 1969.
- Peter Ludwig Mejdell Sylow, matemàtic.

## Relacions internacionals
- Oslo és una de les ciutats pilot del Consell d'Europa i la Comissió Europea, juntament amb una sèrie d'altres ciutats europees.[69][70]

### Ciutats agermanades
Oslo manté una relació d'agermanament amb les següents localitats:
| - Gothenburg, Suècia - Nelspruit, Sud-àfrica - Sant Petersburg, Rússia - Schleswig-Holstein, Alemanya - Xangai, Xina | - Vílnius, Lituània - Varsòvia, Polònia - l'Alfàs del Pi, Espanya - Mazarrón, Espanya - Nuuk, Groenlàndia |

### Els arbres de Nadal de regal
Oslo té una tradició d'enviar cada any un arbre de Nadal a les ciutats de Washington DC; Nova York; Londres; Edimburg; Rotterdam; Anvers i Reykjavík. Des del 1947, Oslo ha enviat un avet d'entre 20–25 m d'altura i de 50 a 100 anys a la Gran Bretanya, com a mostra de gratitud pel seu suport a Noruega durant la Segona Guerra Mundial.